# Biserica de lemn din Comlod

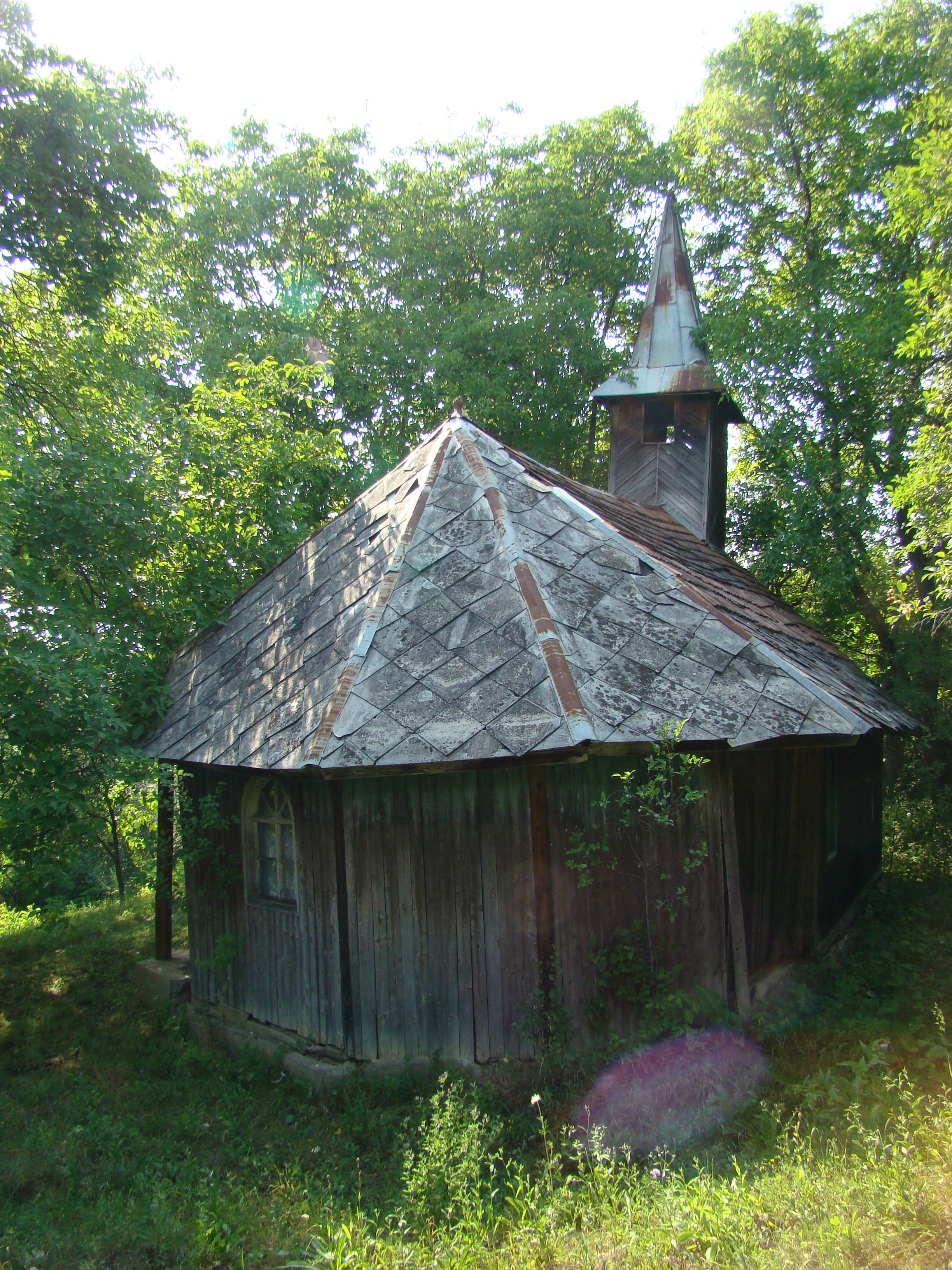
Biserica de lemn „Sfântul Ioan Botezătorul” din Comlod, comuna Milaș, județul Bistrița-Năsăud, foto: iulie 2012.

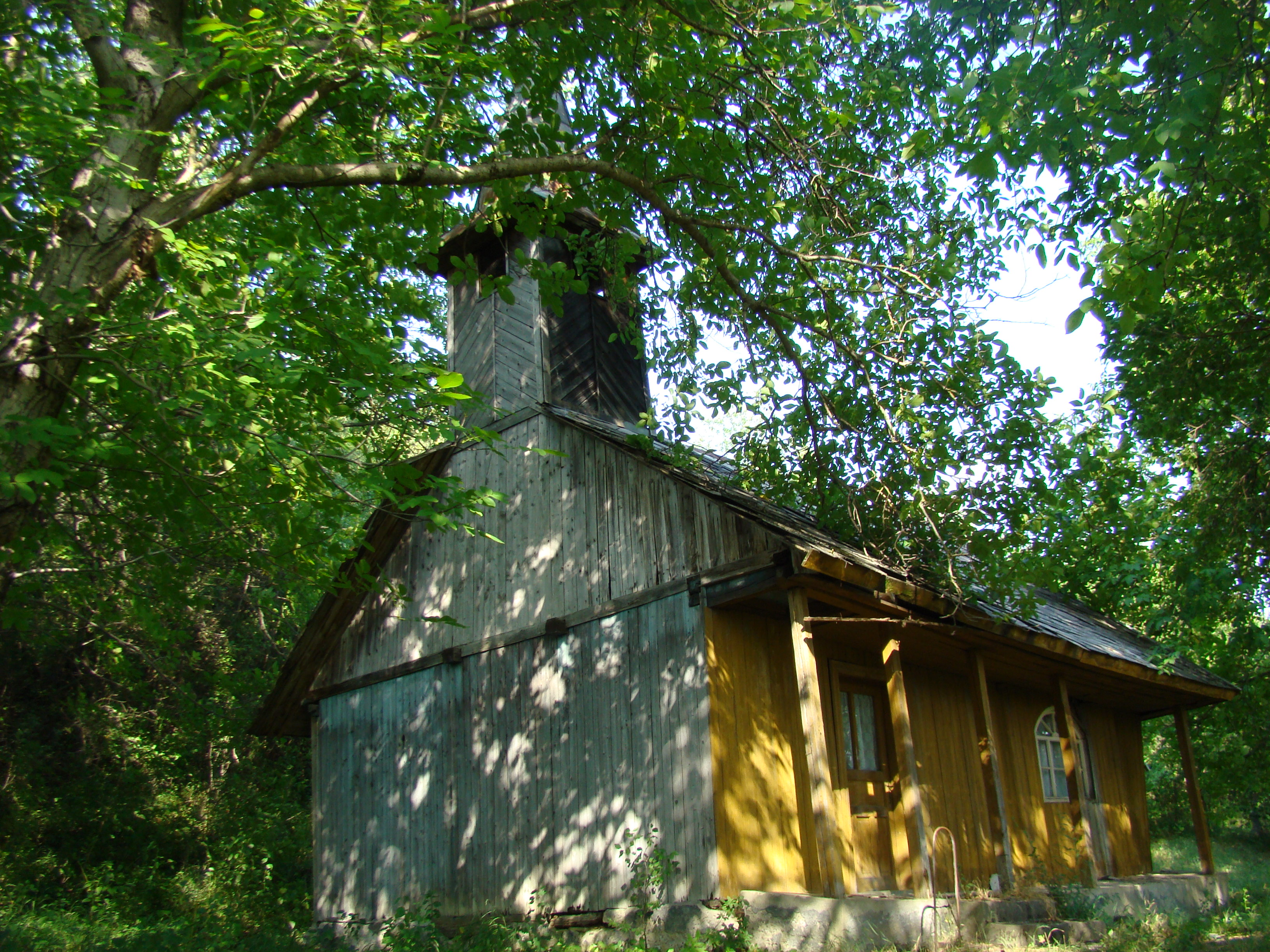
Biserica de lemn „Sfântul Ioan Botezătorul” din Comlod, comuna Milaș, județul Bistrița-Năsăud, foto: iulie 2012.

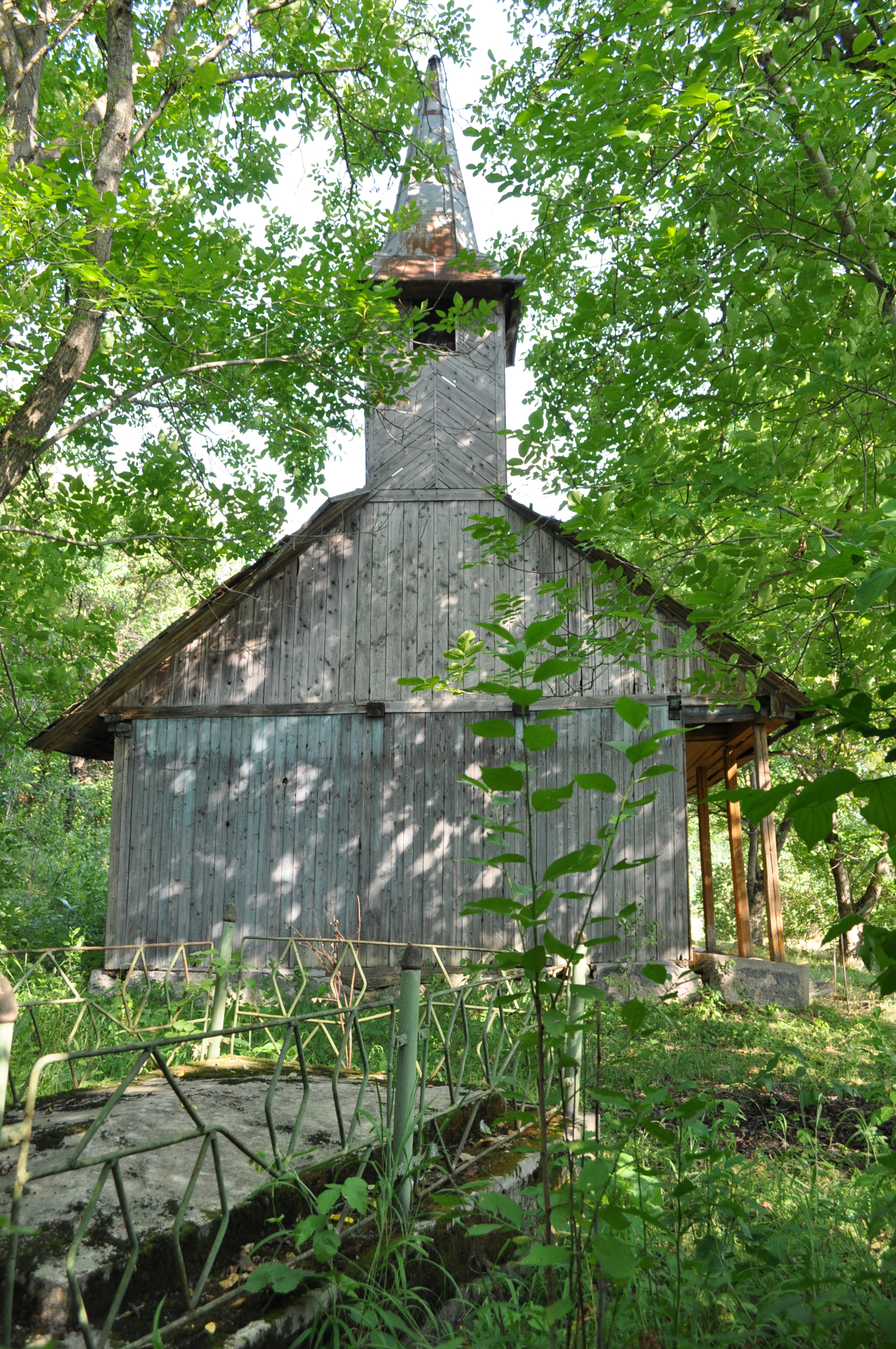
Biserica (vest)

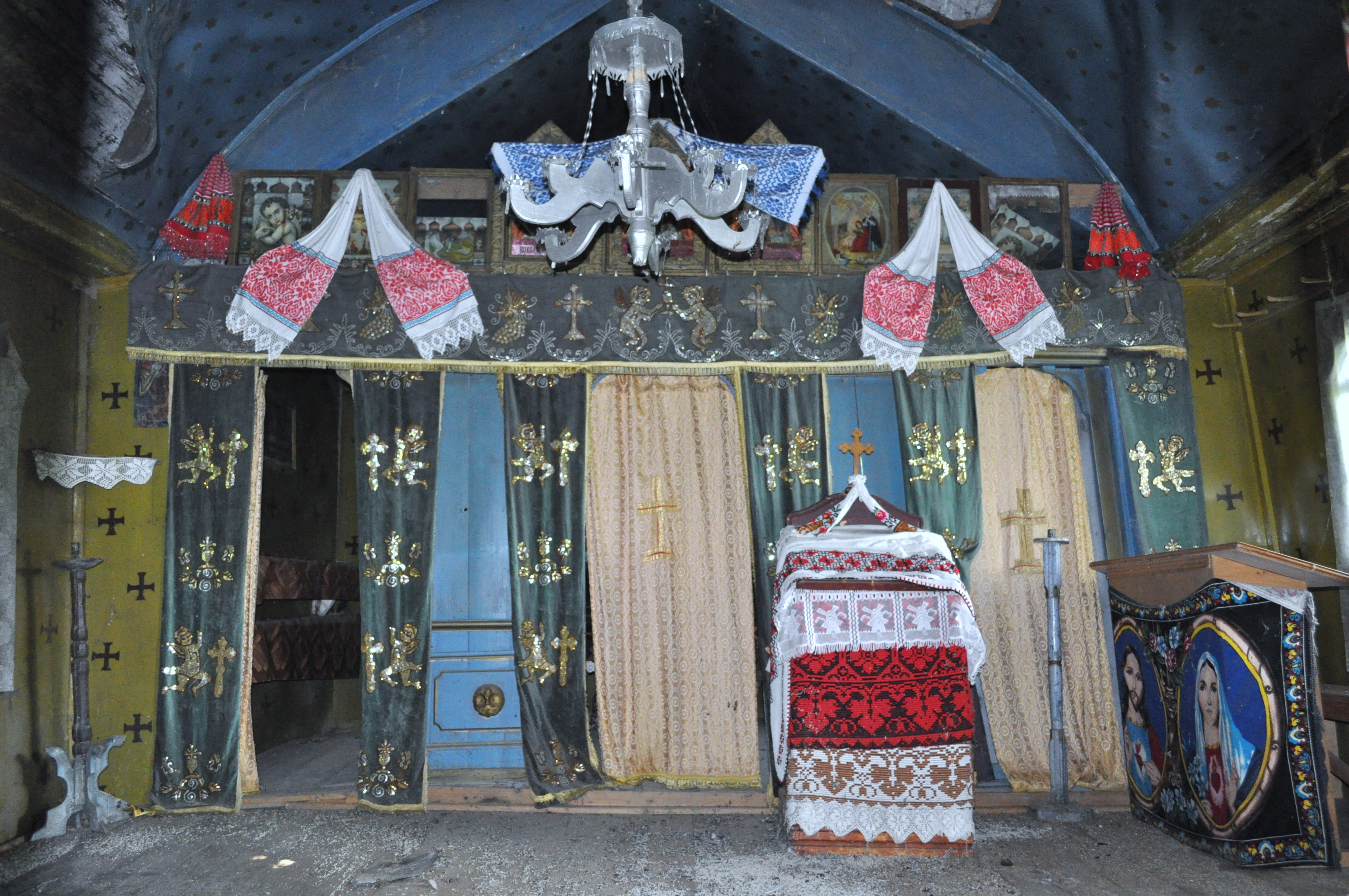
Nava spre iconostas

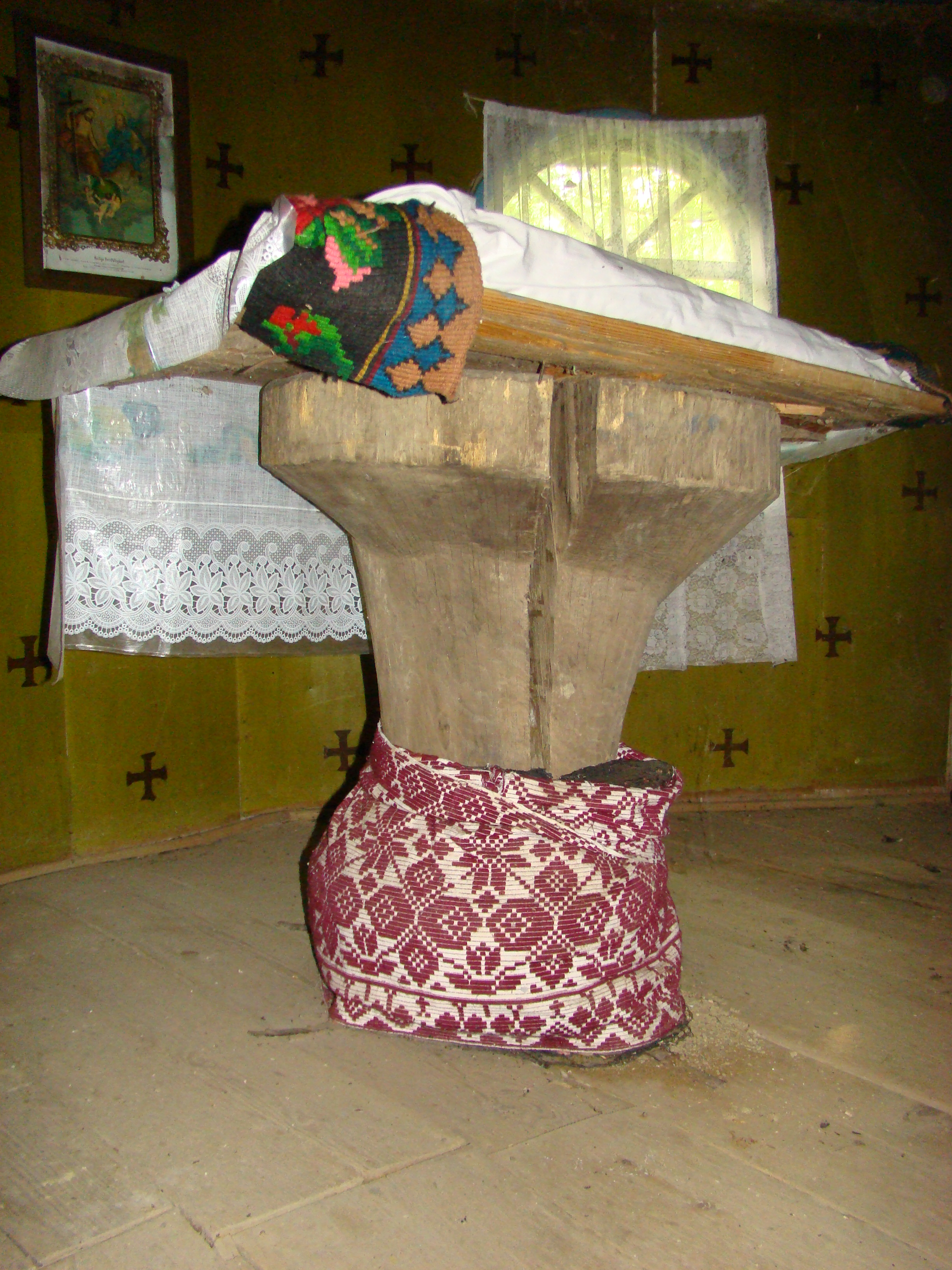
Piciorul mesei altarului

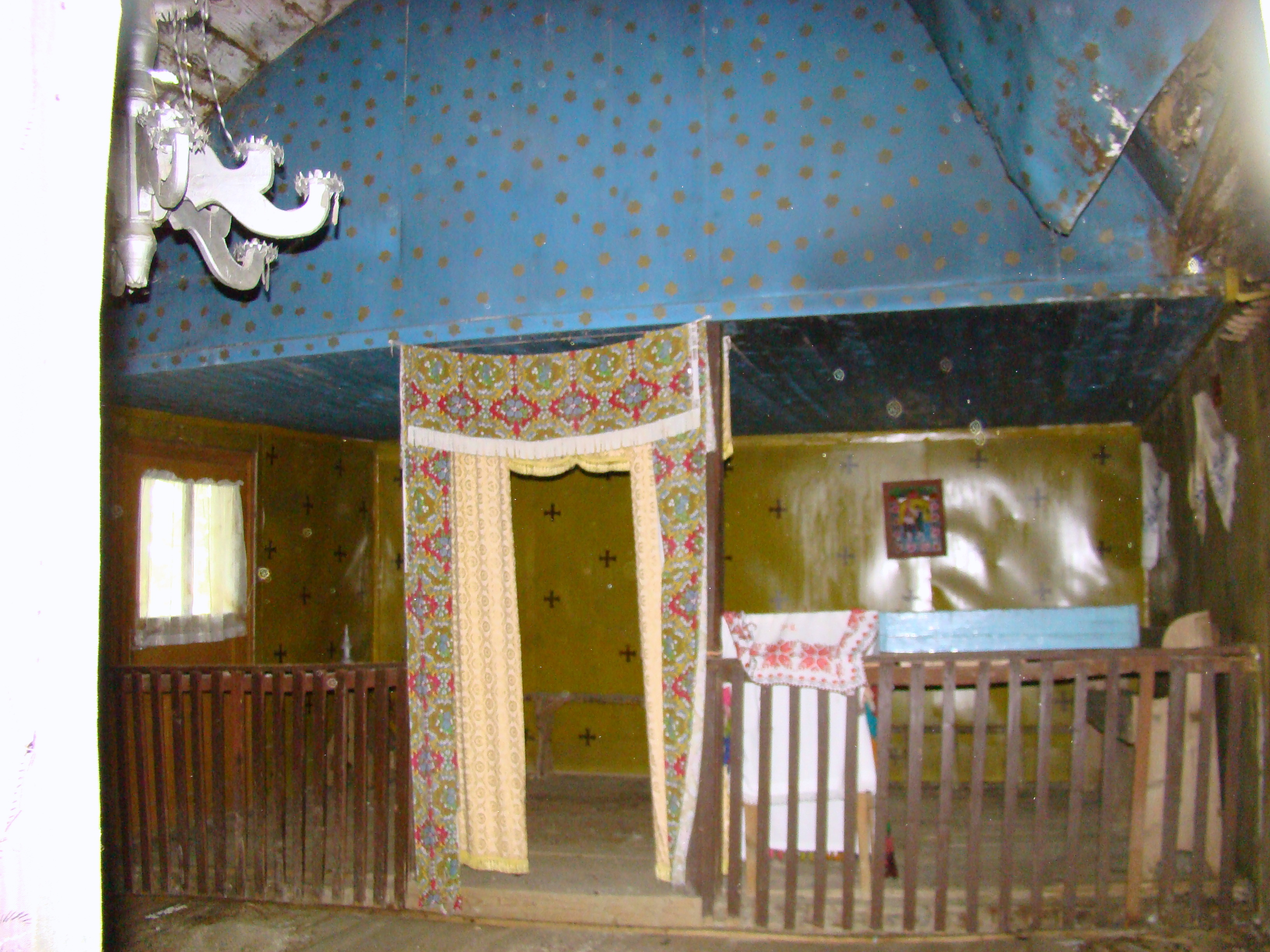
Nava spre ieșire

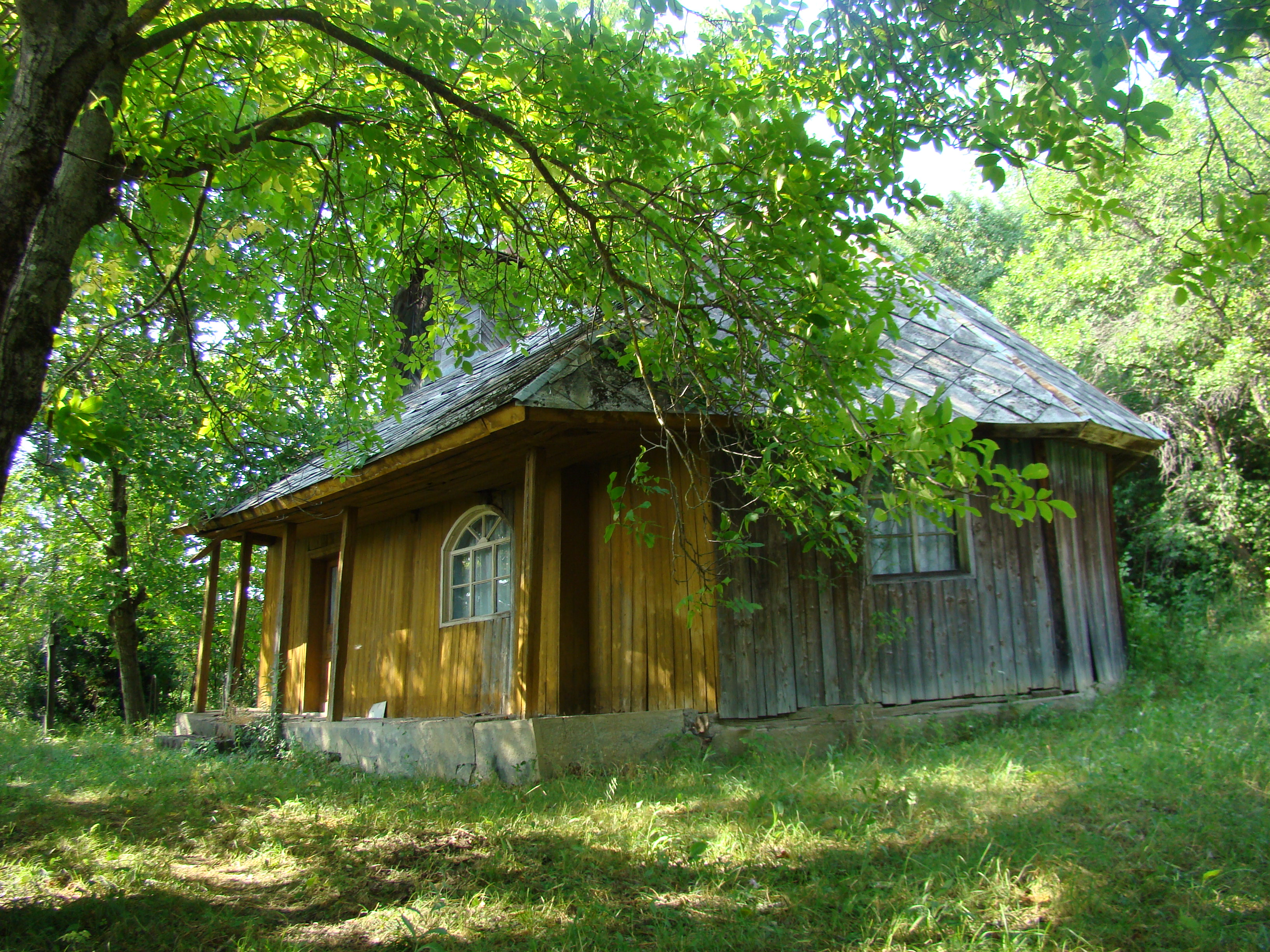
Biserica (sud-est)

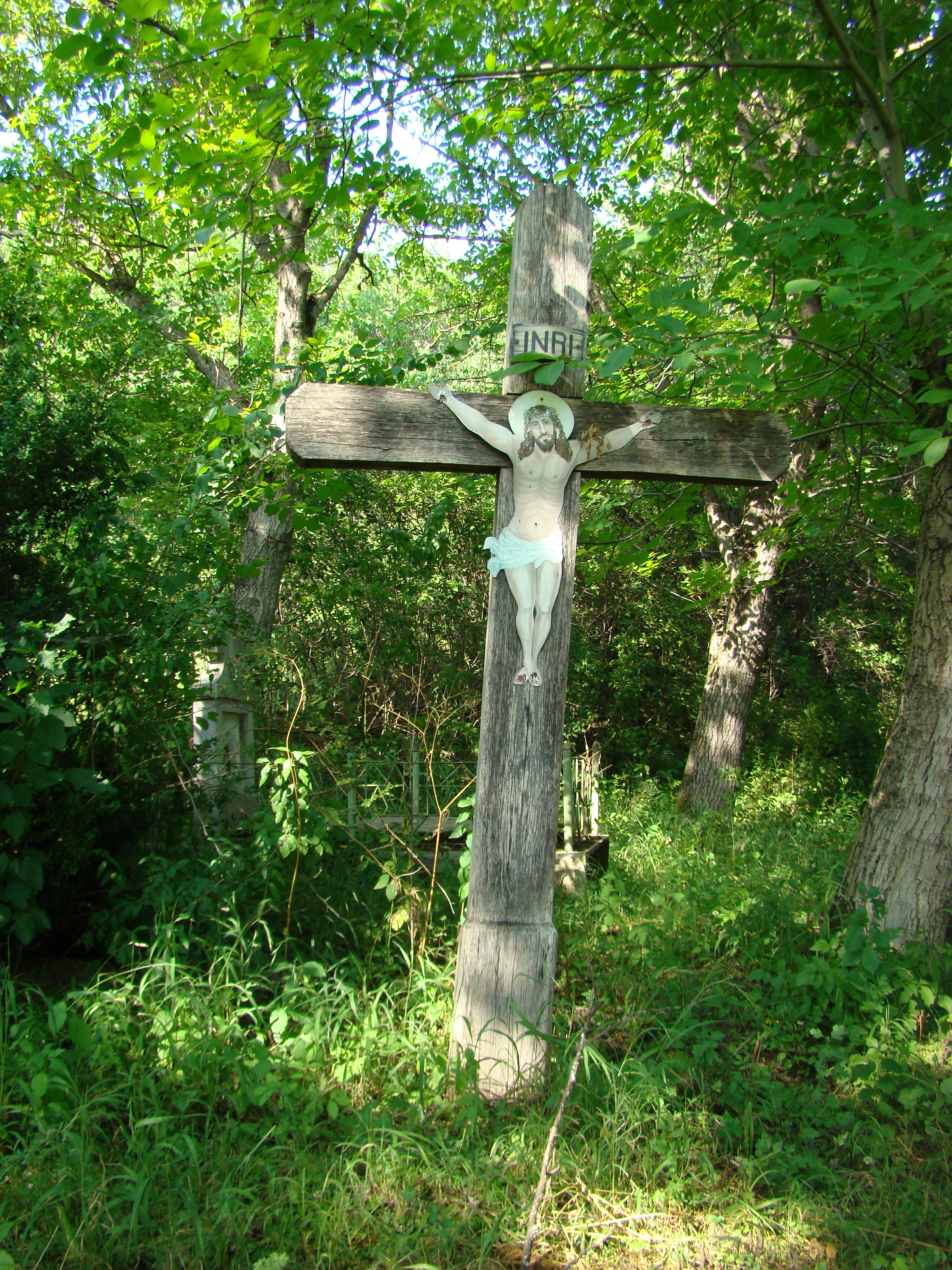
Răstignire

Biserica de lemn din Comlod, comuna Milaș, județul Bistrița-Năsăud datează de la începutul secolului XIX . Lăcașul de cult are hramul „Sfântul Ioan Botezătorul”  și figurează pe lista monumentelor istorice, cod LMI BN-II-m-B-01634.

## Istoric
Satul Comlod este așezat de o parte și de cealaltă a pârâului Comlod, de la care vine și numele satului. Primele date concrete care atestă existența satului datează din anul 1150. Documentar, însă, satul este amintit cu numele pentru prima dată într-un document în anul 1315 .
Și în acest sat se spune că ar fi existat o bisericuță în mijlocul cimitirului, care s-a dărâmat din cauza calamităților naturale, prin anul 1912. În anul 1915, credincioșii au cumpărat o biserică din lemn, pe care au adus-o în Comlod. Nu se cunosc date care să ateste că biserica a fost sfințită.
Începând cu anul 1970, din cauza alunecărilor de teren, biserica se deteriorează foarte mult. De aceea s-a început ridicarea unei noi biserici, în mijlocul satului. Piatra de temelie a fost așezată în ziua de 20 octombrie 2002.
Preoții care au slujit în parohia Orosfaia - filia Comlod, sunt următorii: preotul Ioan Miclea (1892-1922), preotul Ioan Budescu (1922-1924), preotul Ioan Brânzeu (1925-1941), preotul Iustin Moraru (1941-1960), preotul Dumitru Moldovan (1961-1968), preotul Ioan Hodean (1969-1975), preotul Ioan Cocolaș (1975-1978), preotul Maftei Țermure (1978-1994), preotul Dorel Moldovan (1994-1999) și preotul Teodor Silviu Cordovan începând cu 1 ianuarie 2000.

## Trăsături
Conform tradiției locale biserica a fost strămutată din altă localitate, iar ulterior aducerii ei în Comlod (în anul 1915), mutată pe actualul amplasament, datorită alunecărilor de teren. Este o biserică de dimensiuni modeste, cu absida altarului nedecroșată, poligonală, cu trei laturi. Pe latura de sud s-a realizat un mic pridvor, prin prelungirea șarpantei acoperișului și sprijinirea acesteia pe cinci stâlpi din lemn, pentru a proteja fundația de apele de infiltrație. Deasupra pronaosului se înalță micul turn-clopotniță de forma unei prisme cu baza pătrată și coif ascuțit. Din inventarul acestei biserici nu mai fac parte obiecte de valoare, iar starea de conservare impune o intervenție urgentă.

## Imagini din exterior

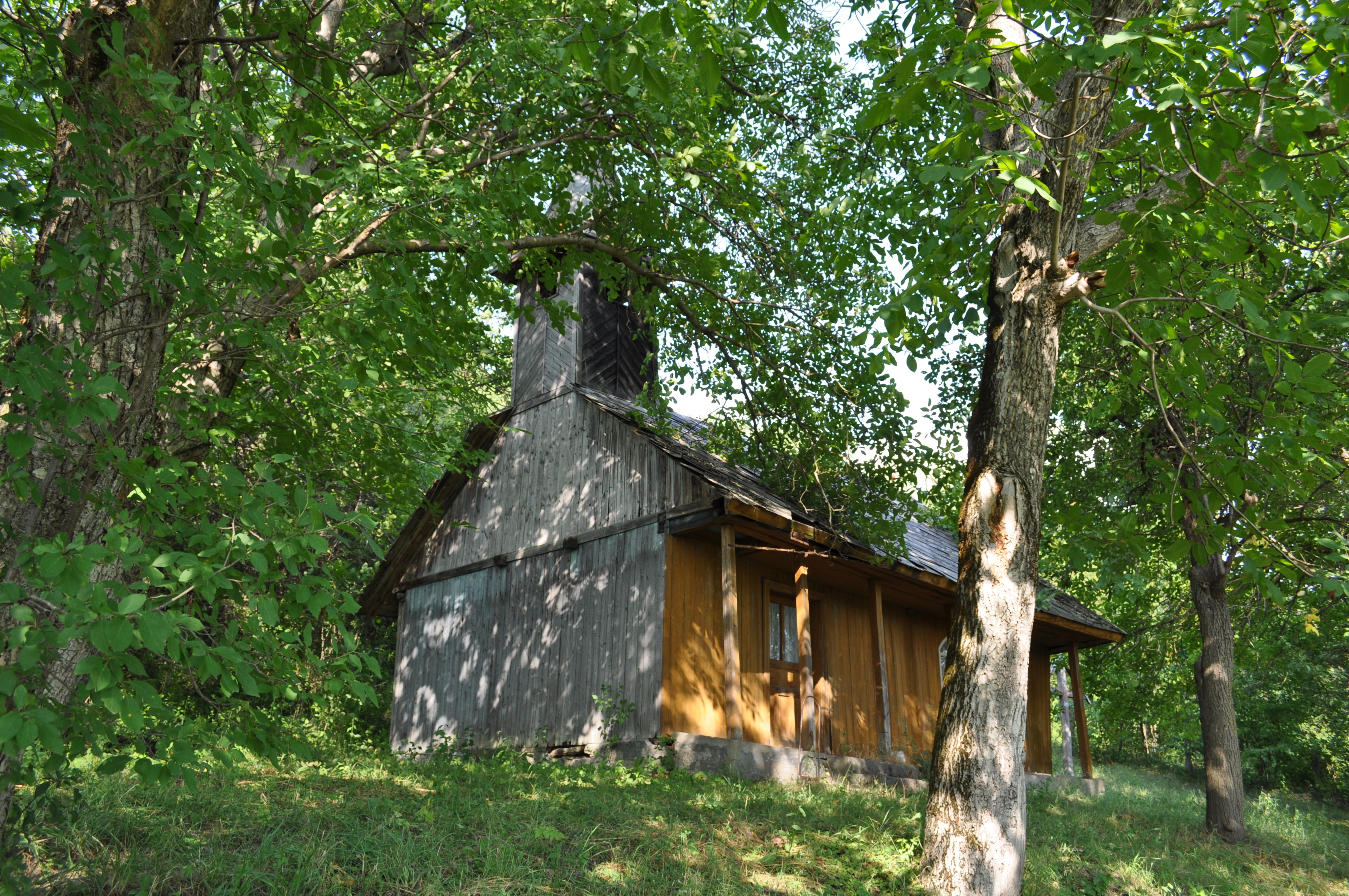
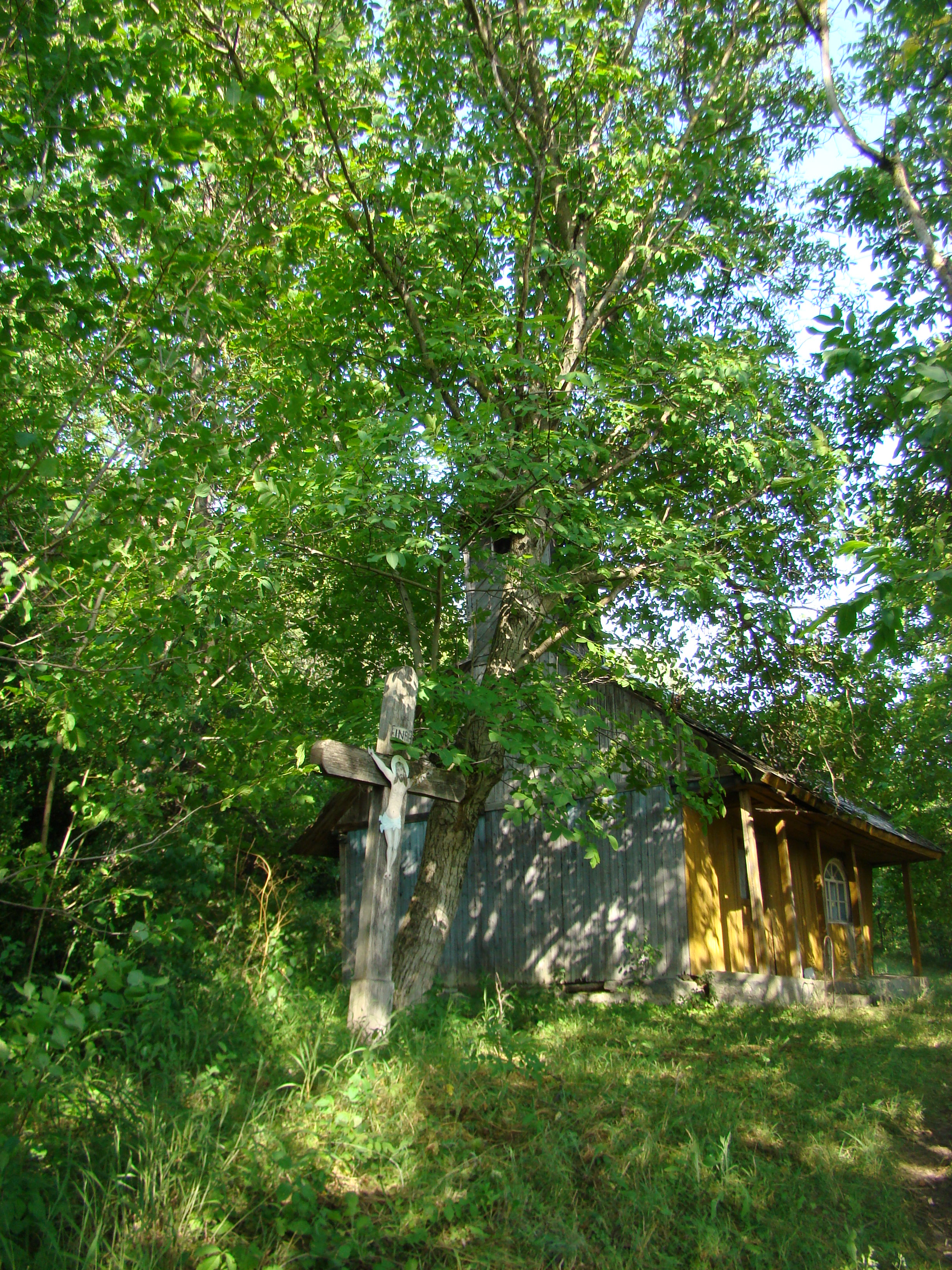
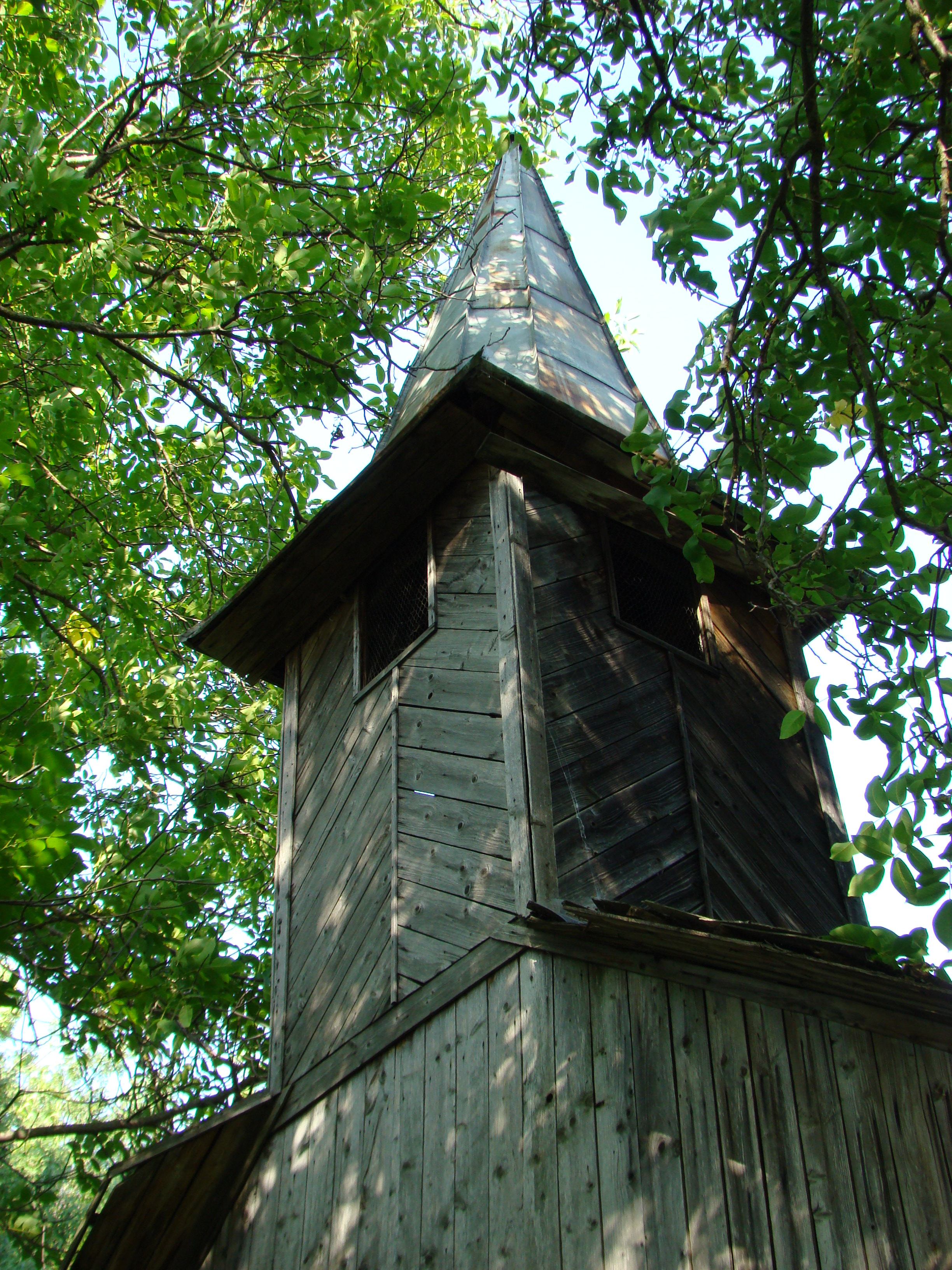
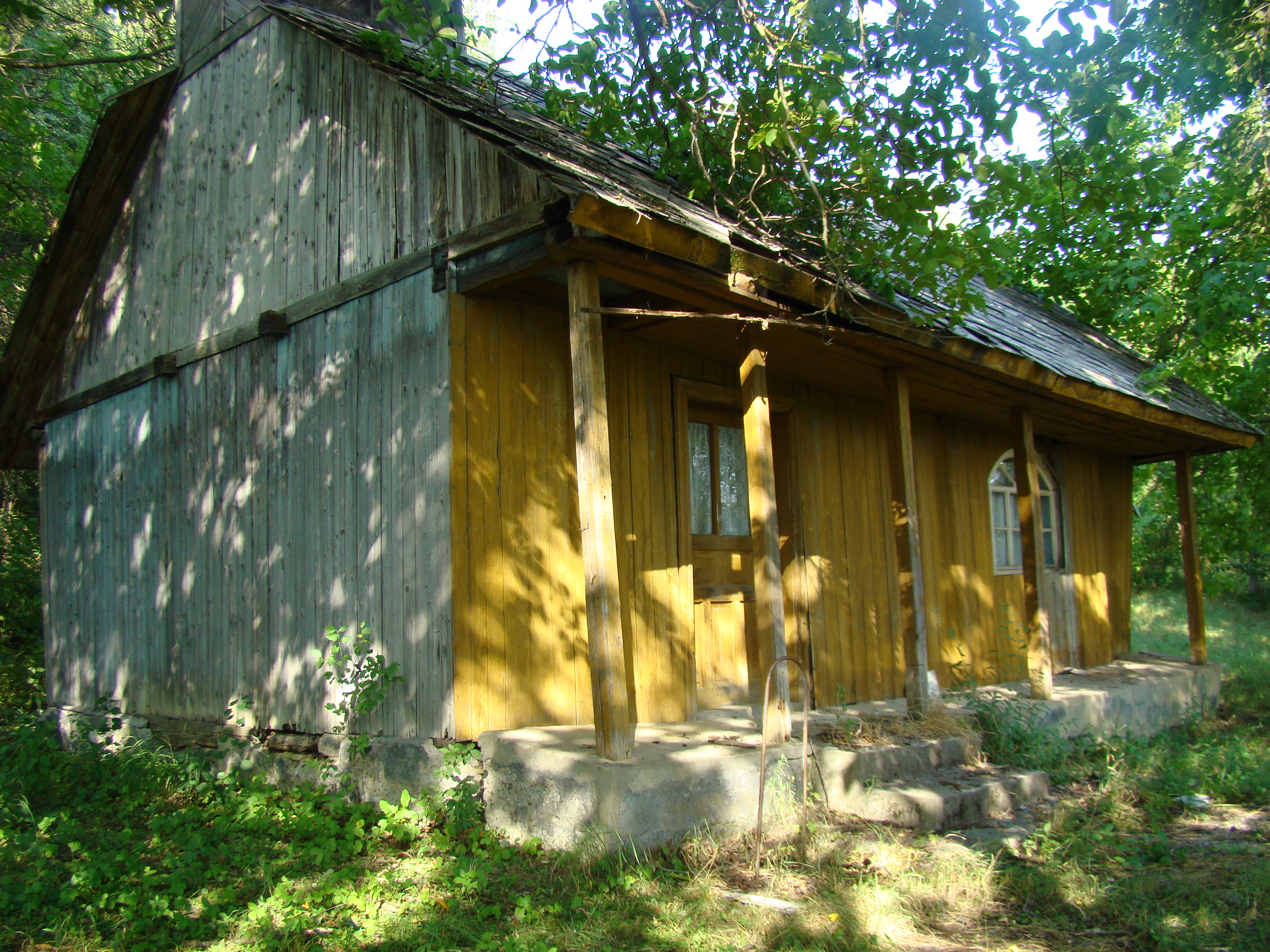
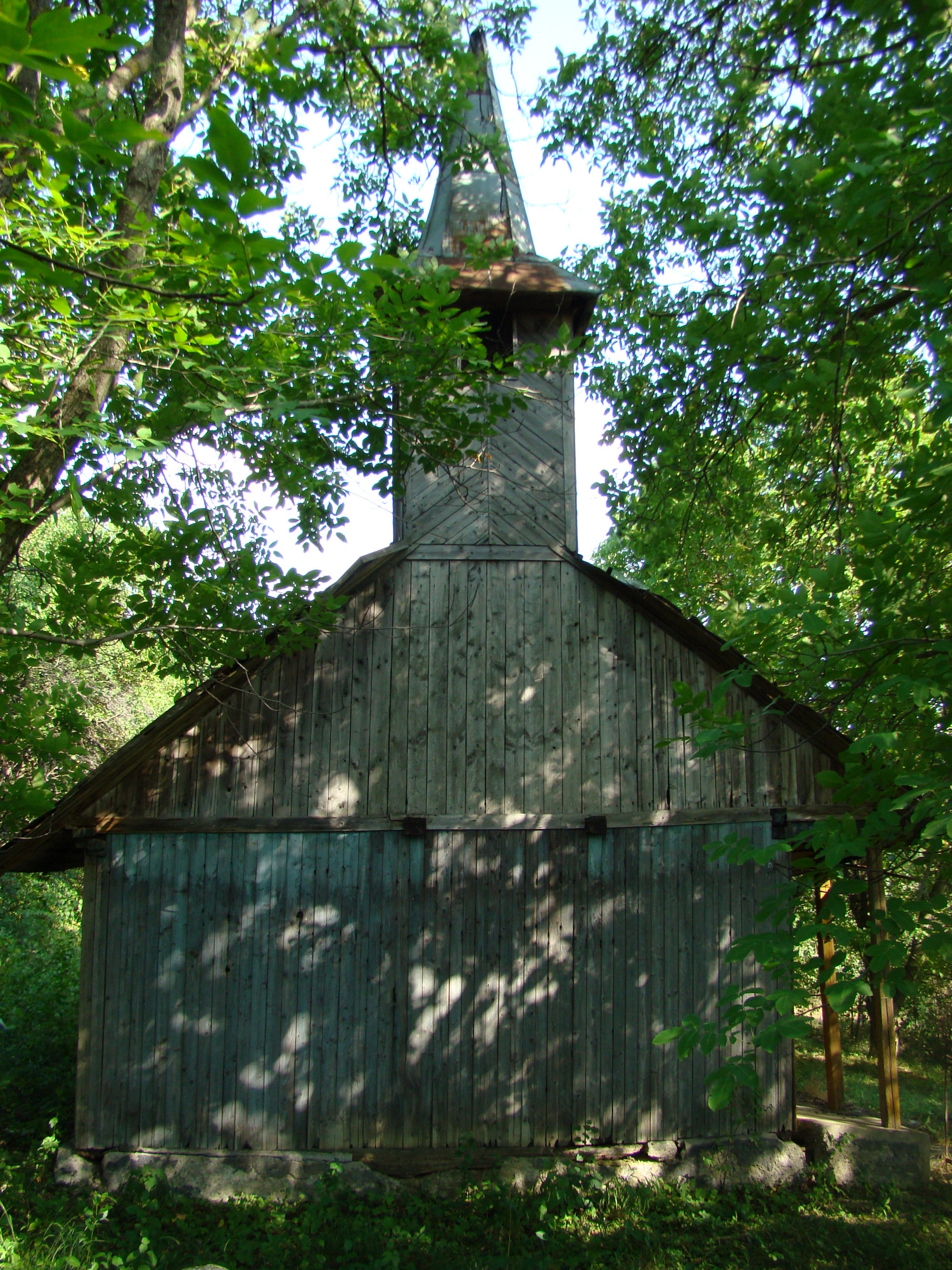
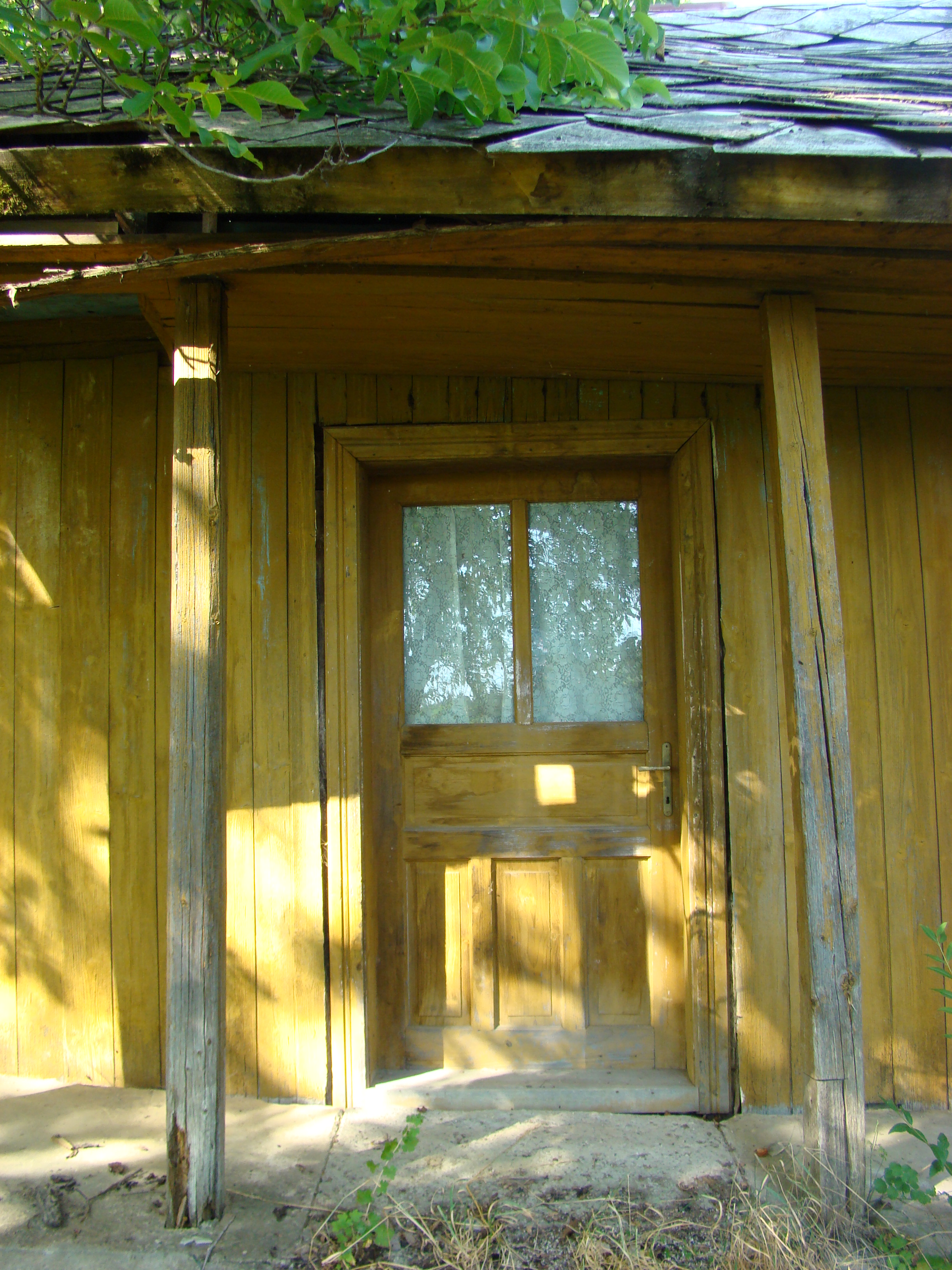
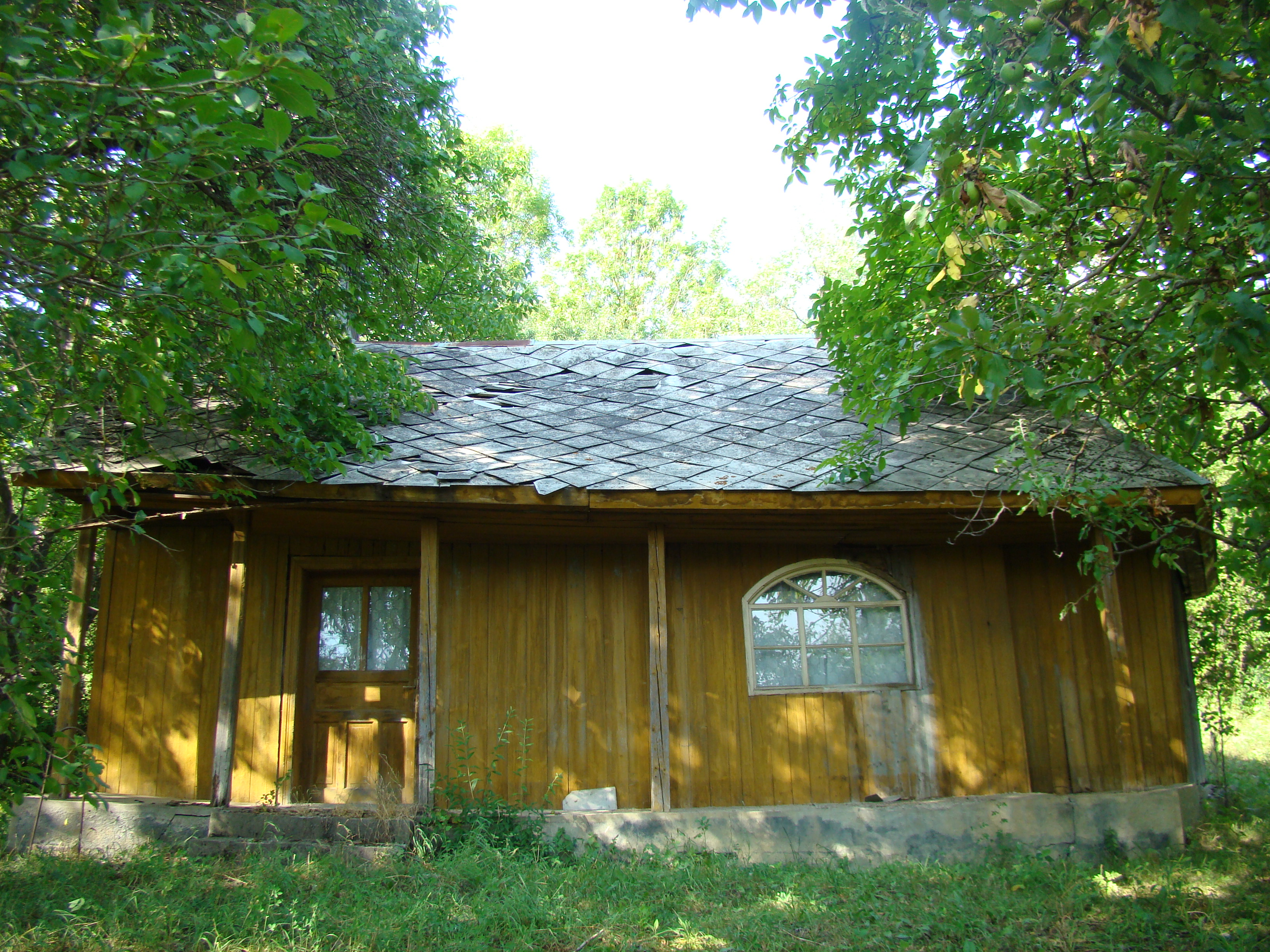
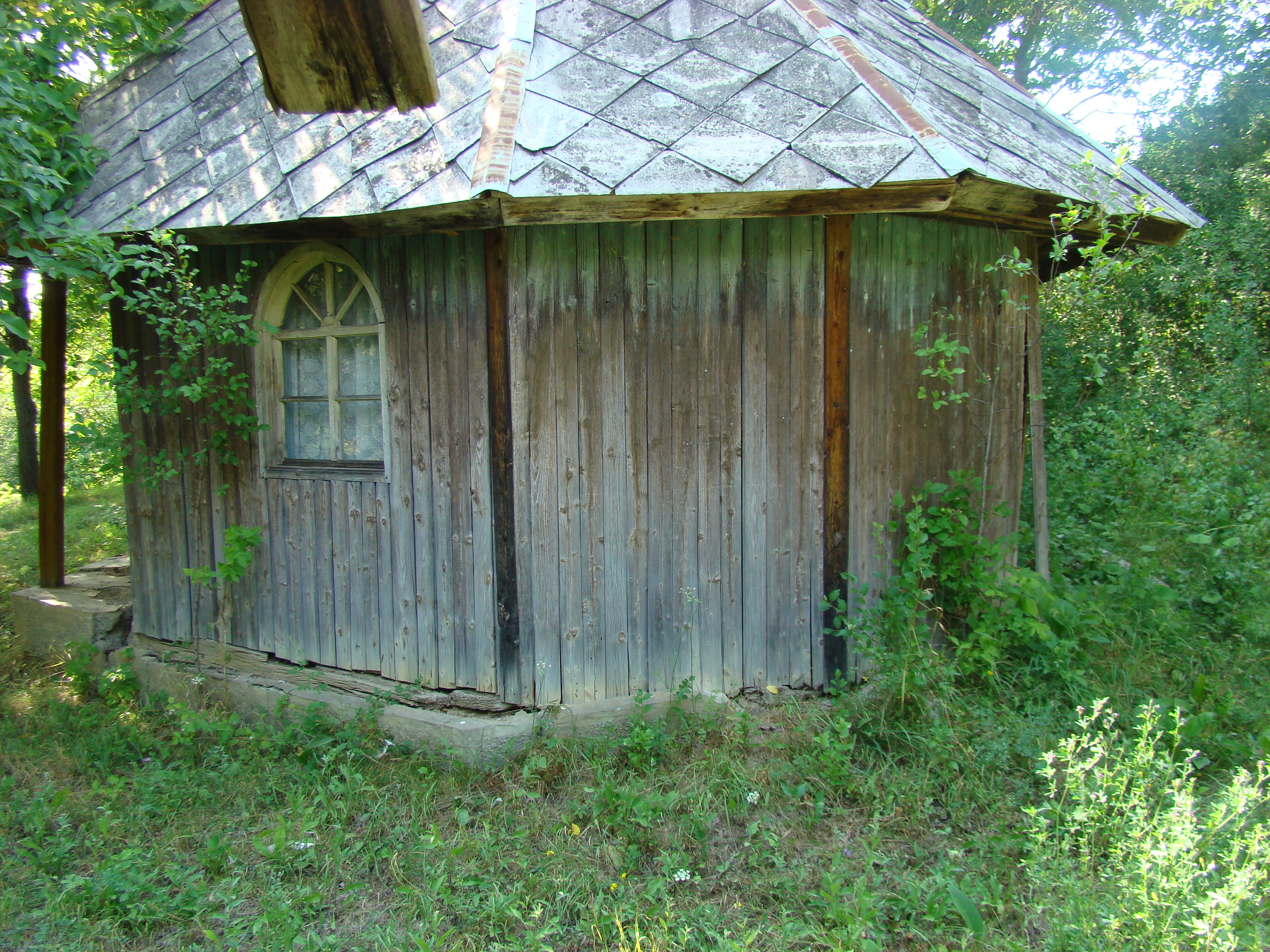
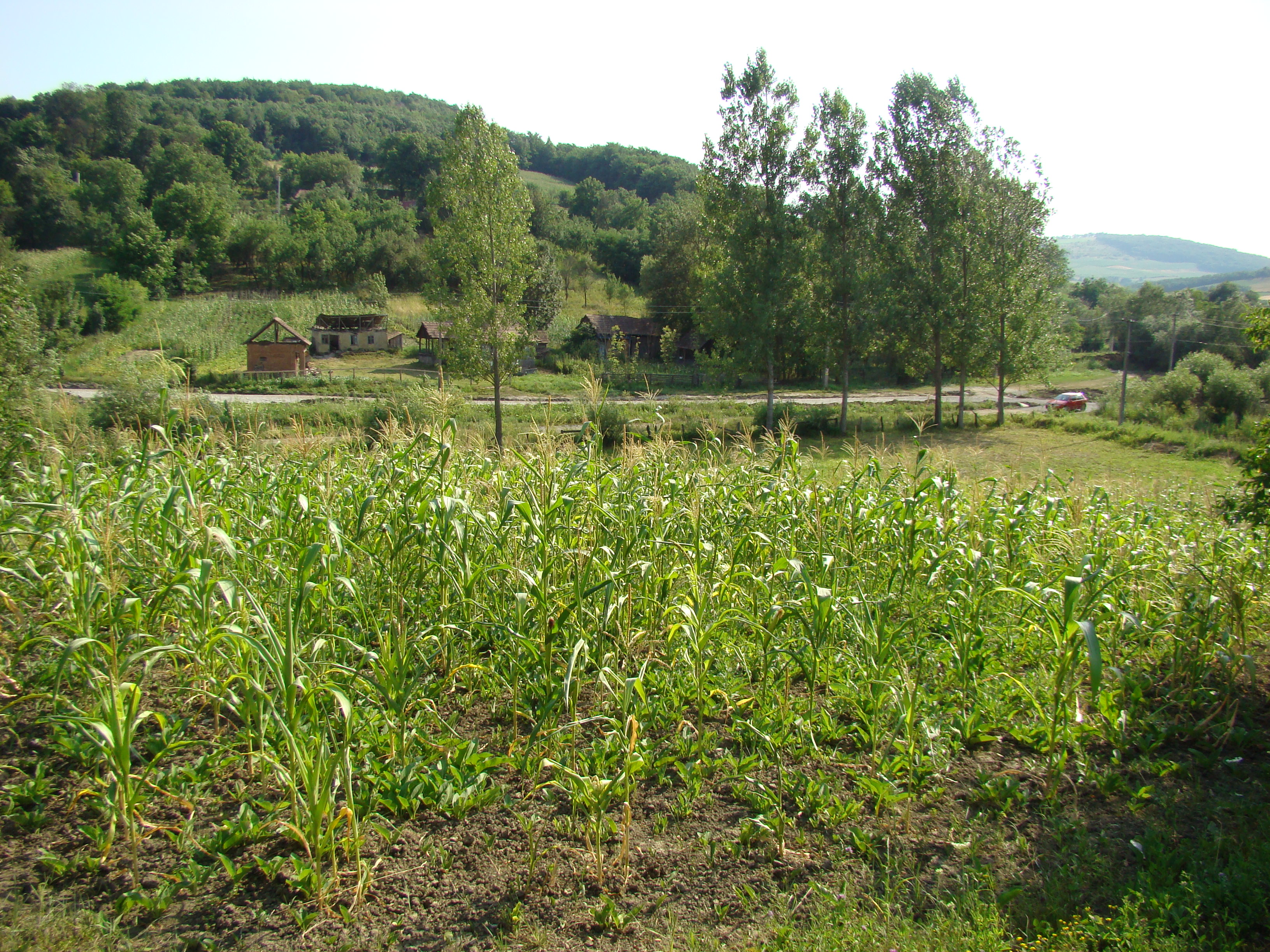
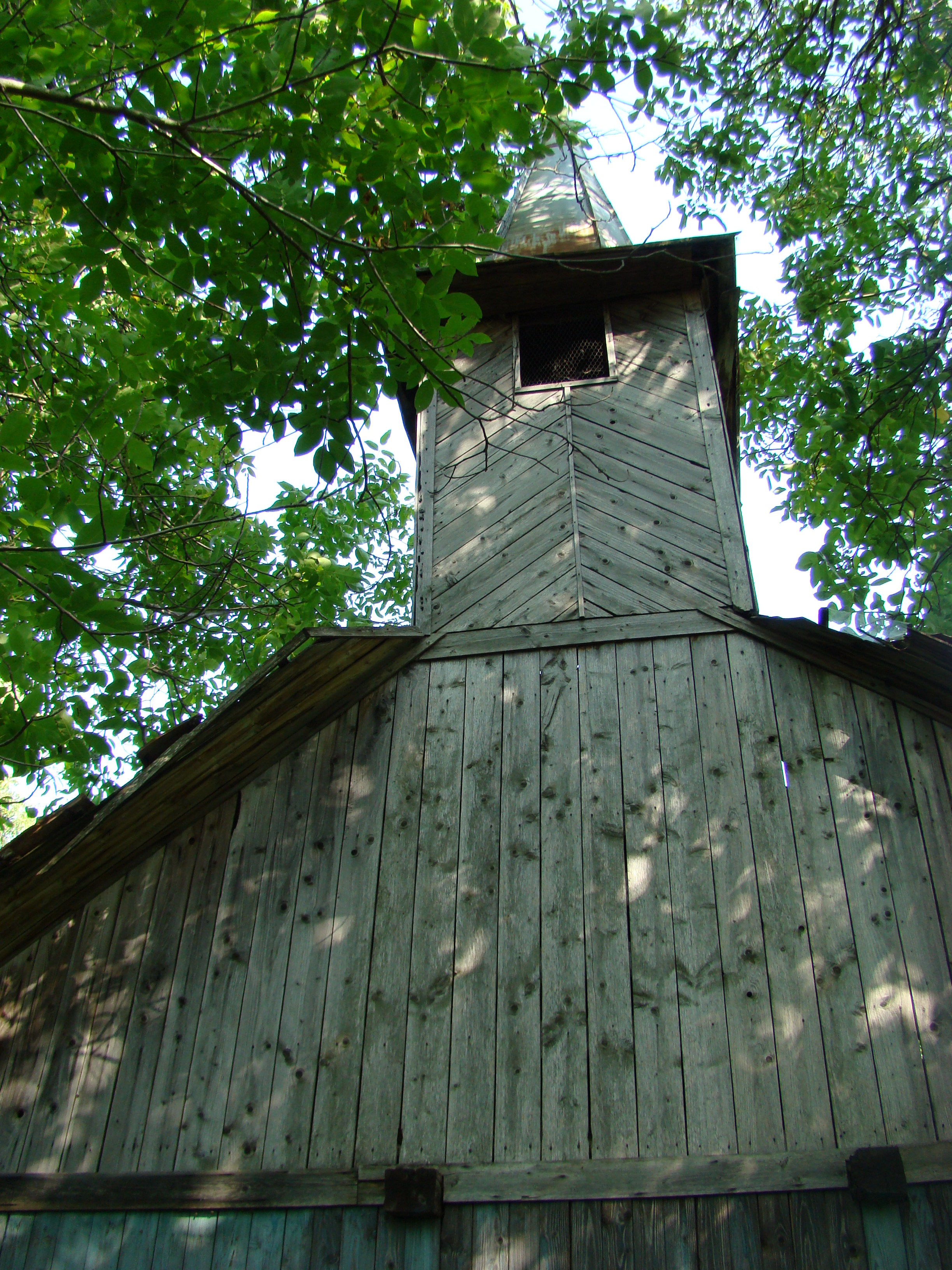
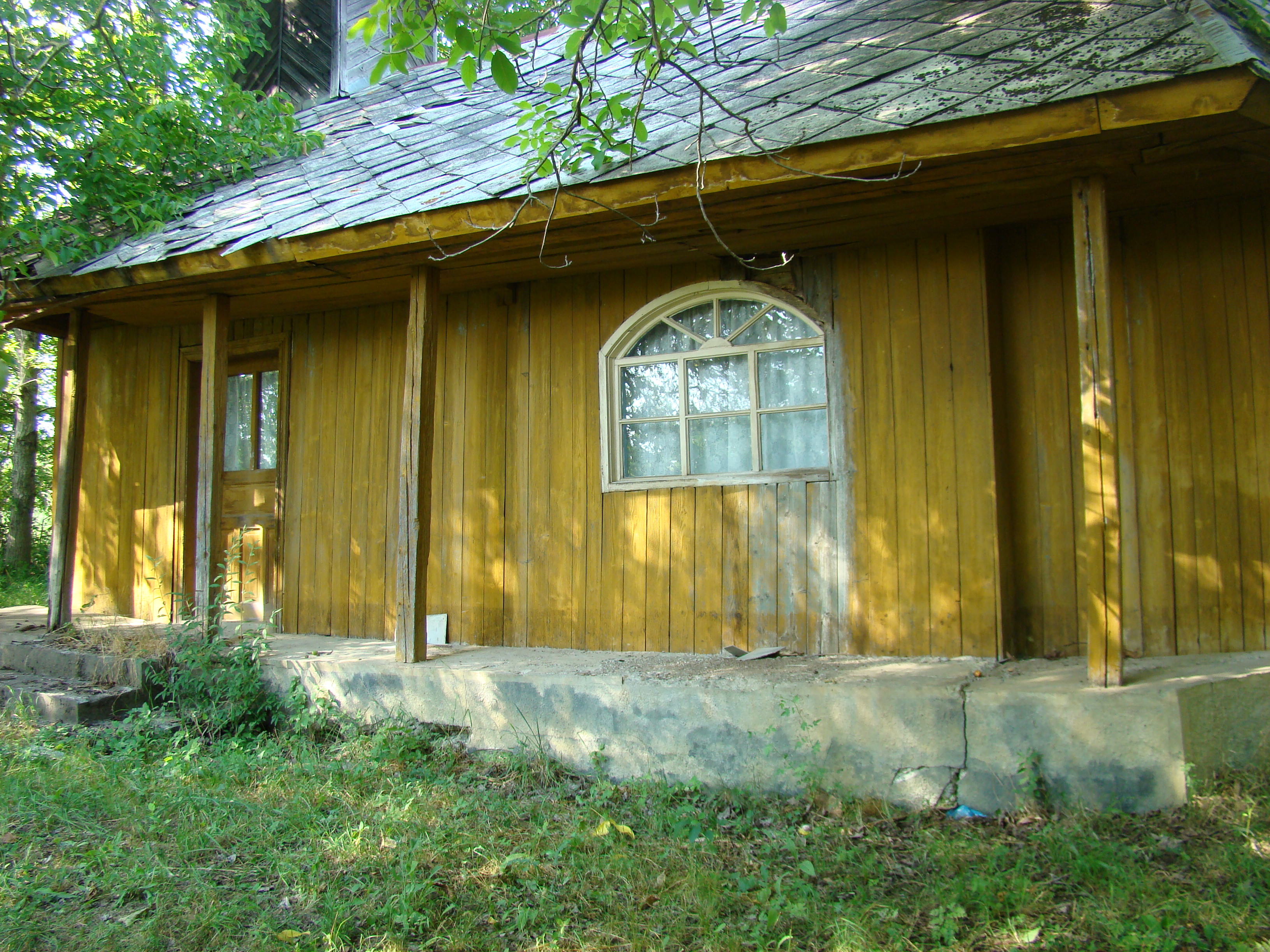
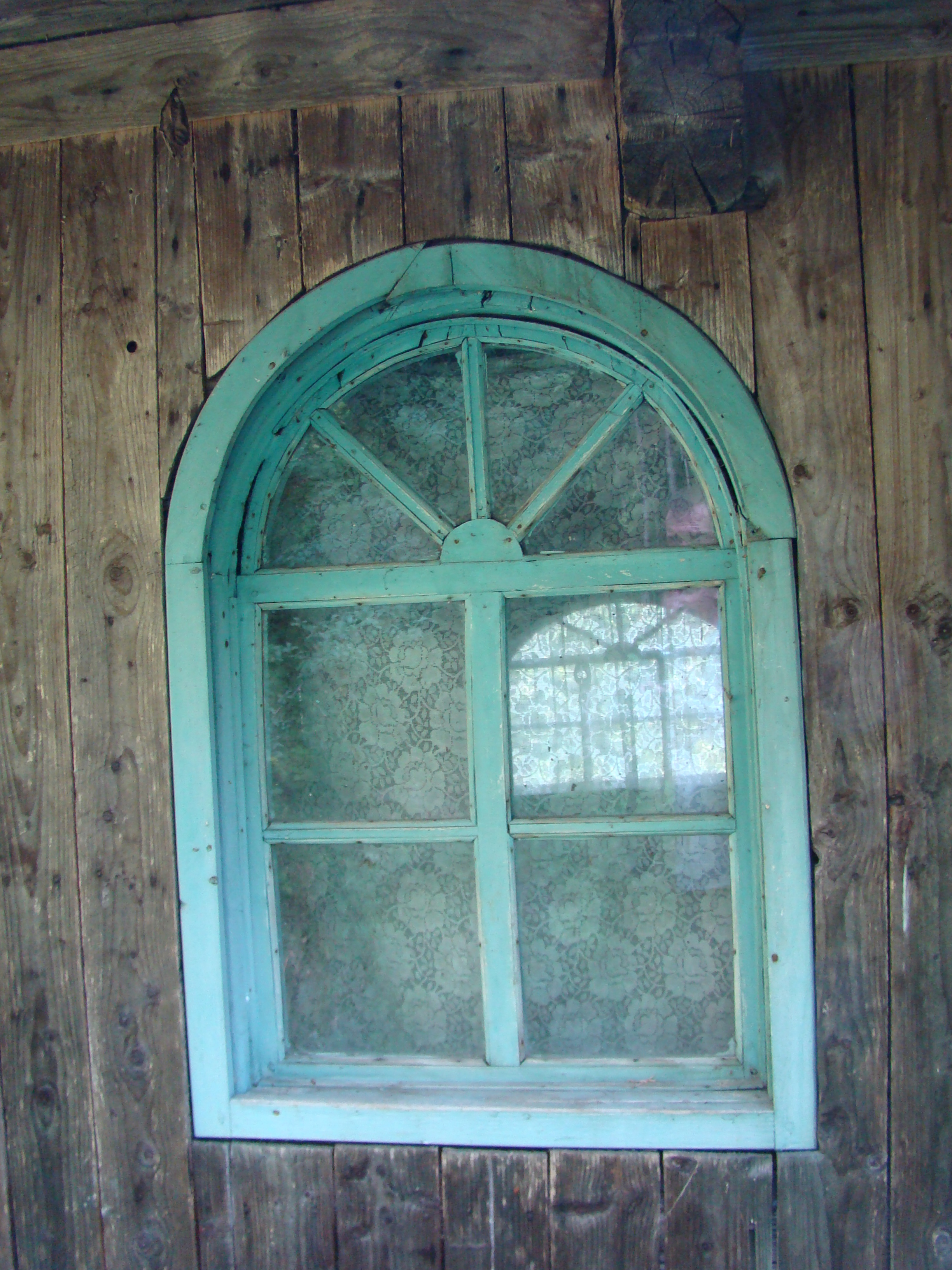
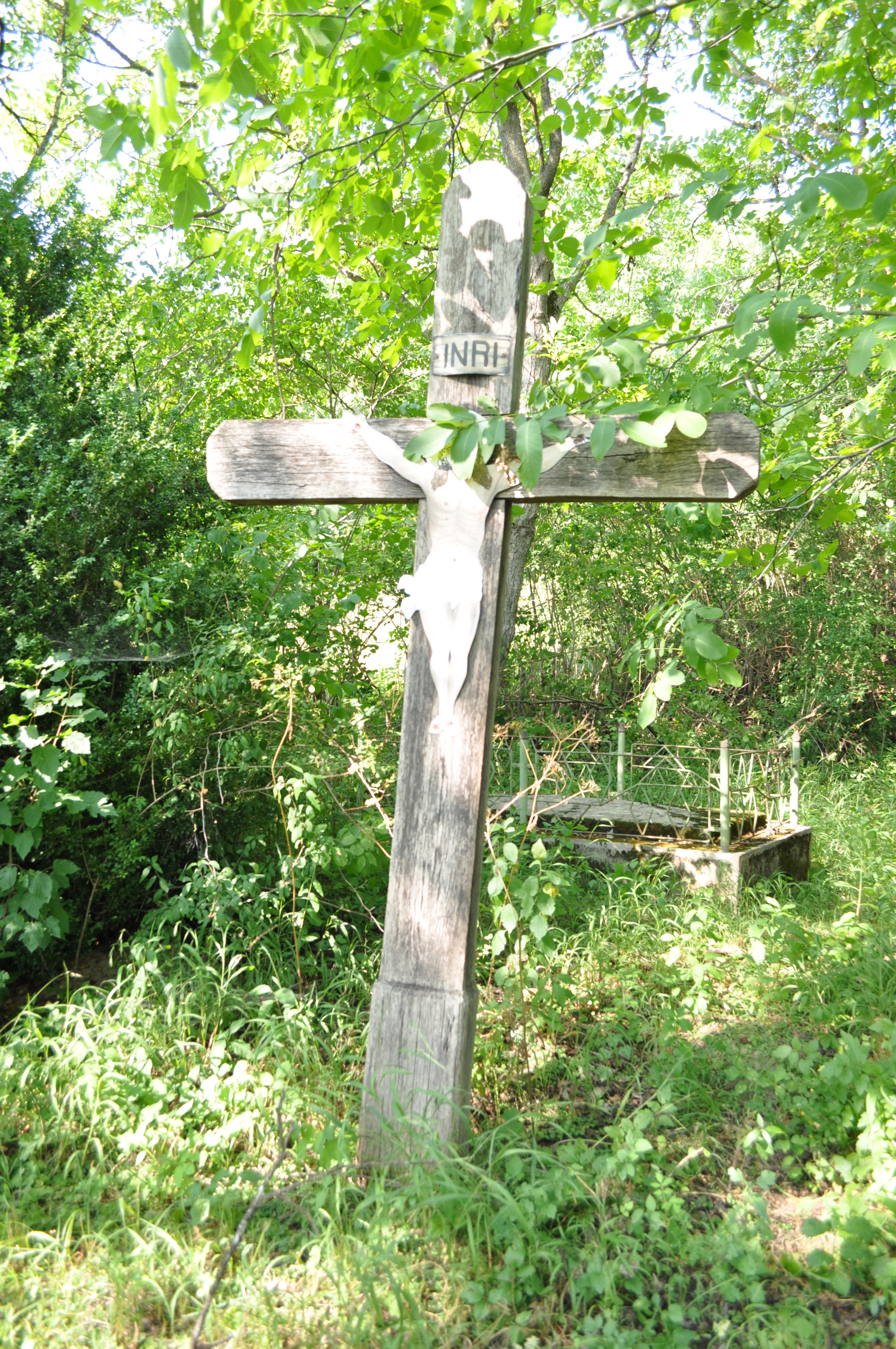
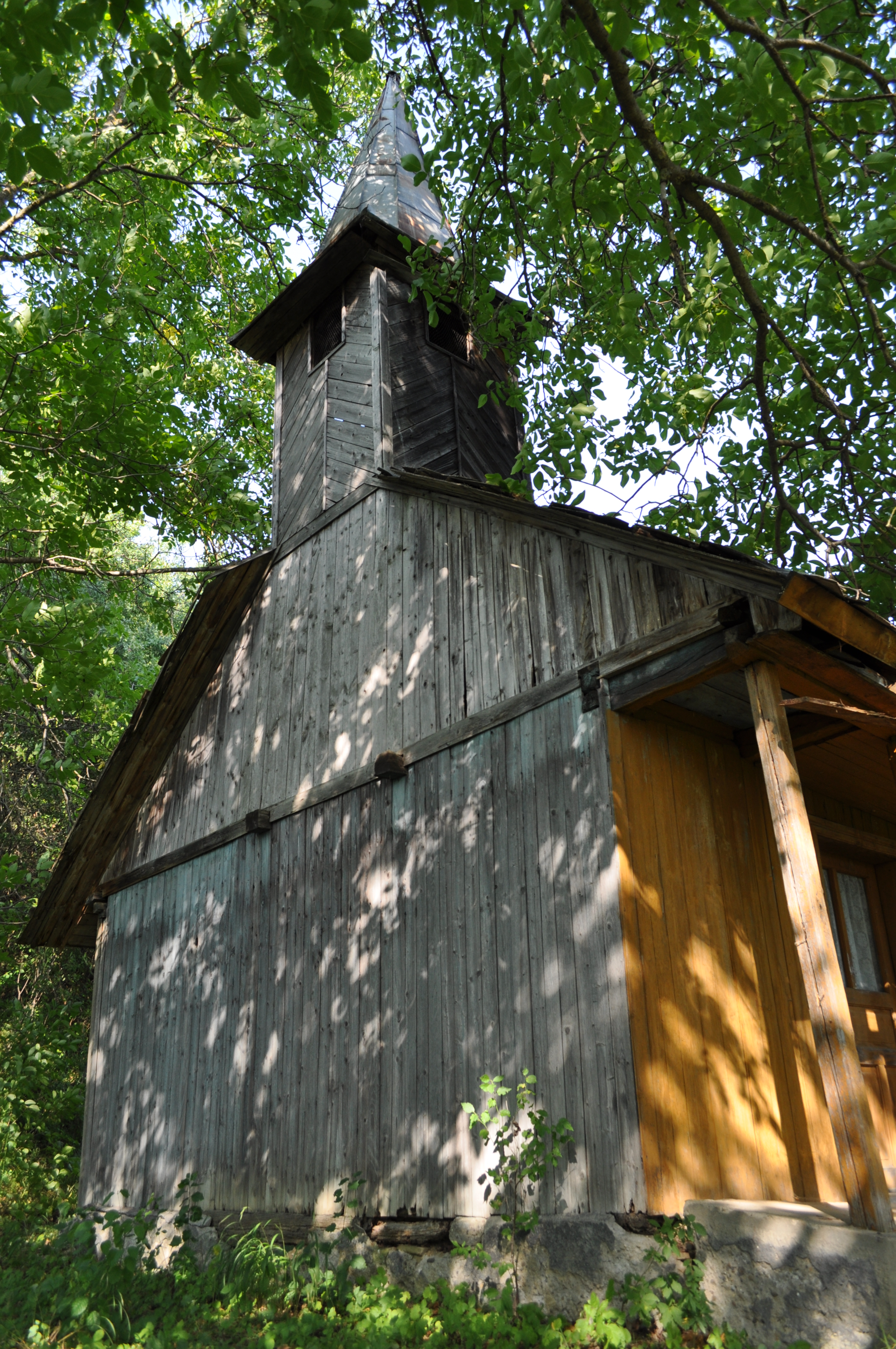
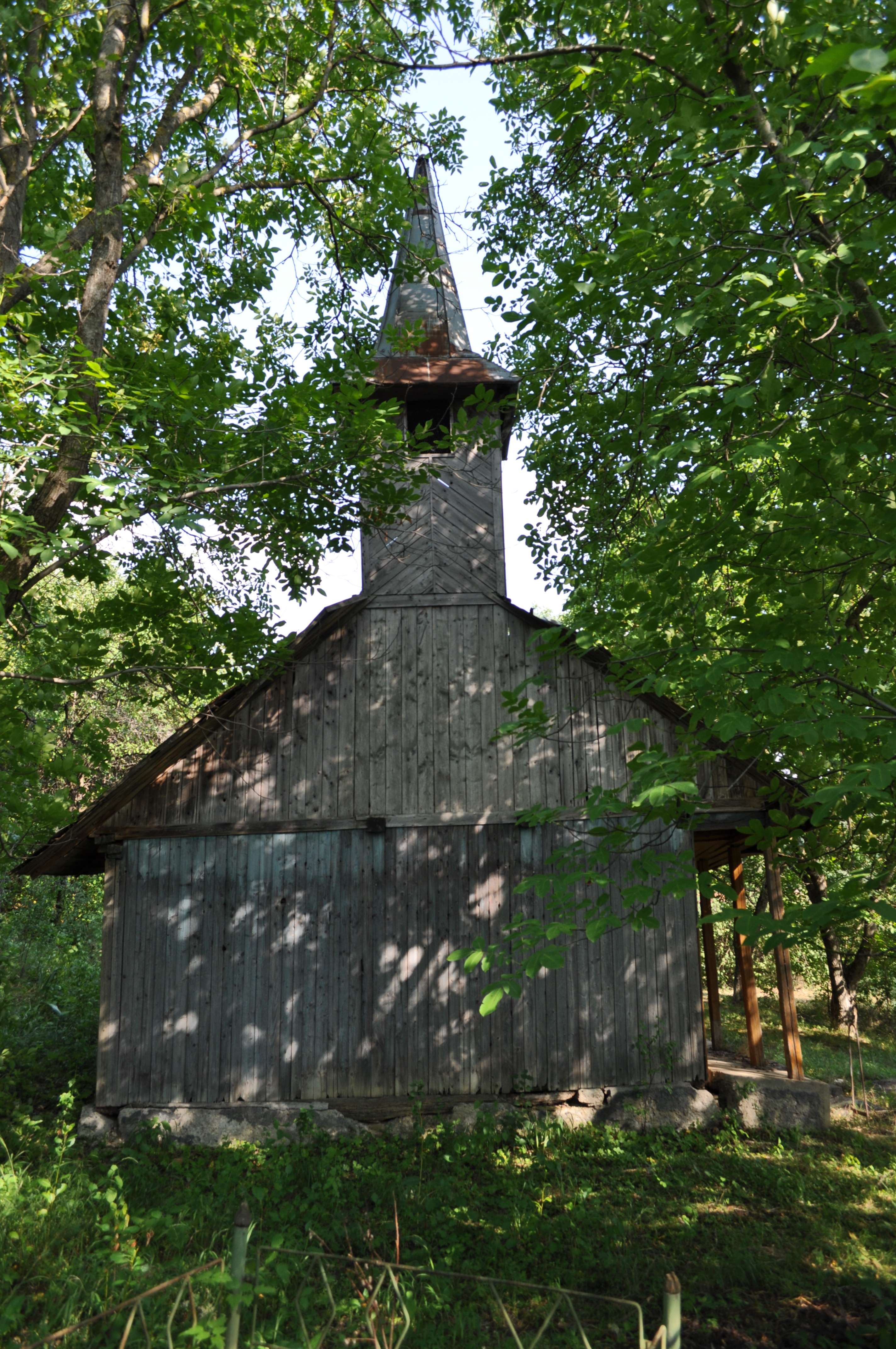
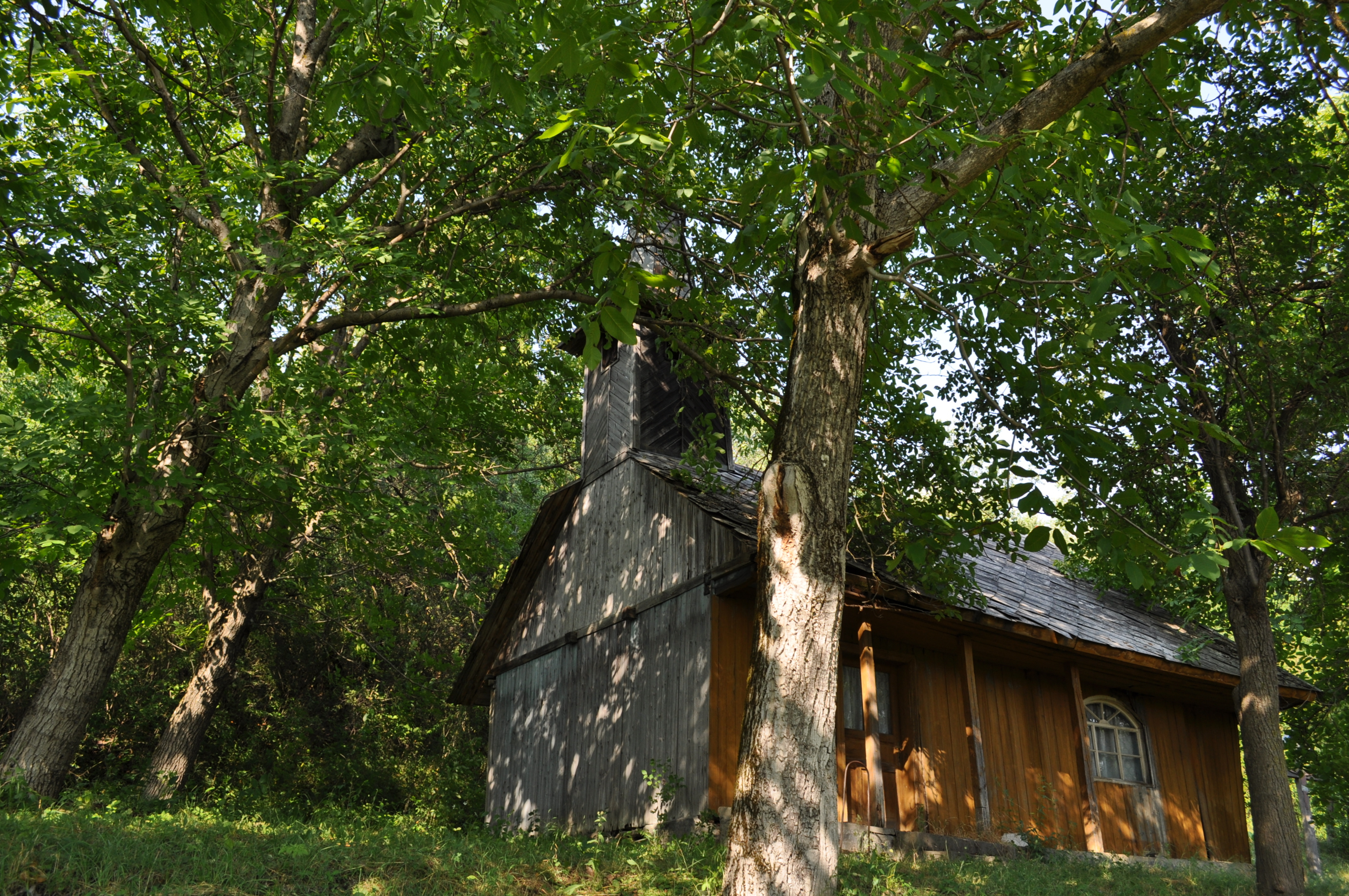
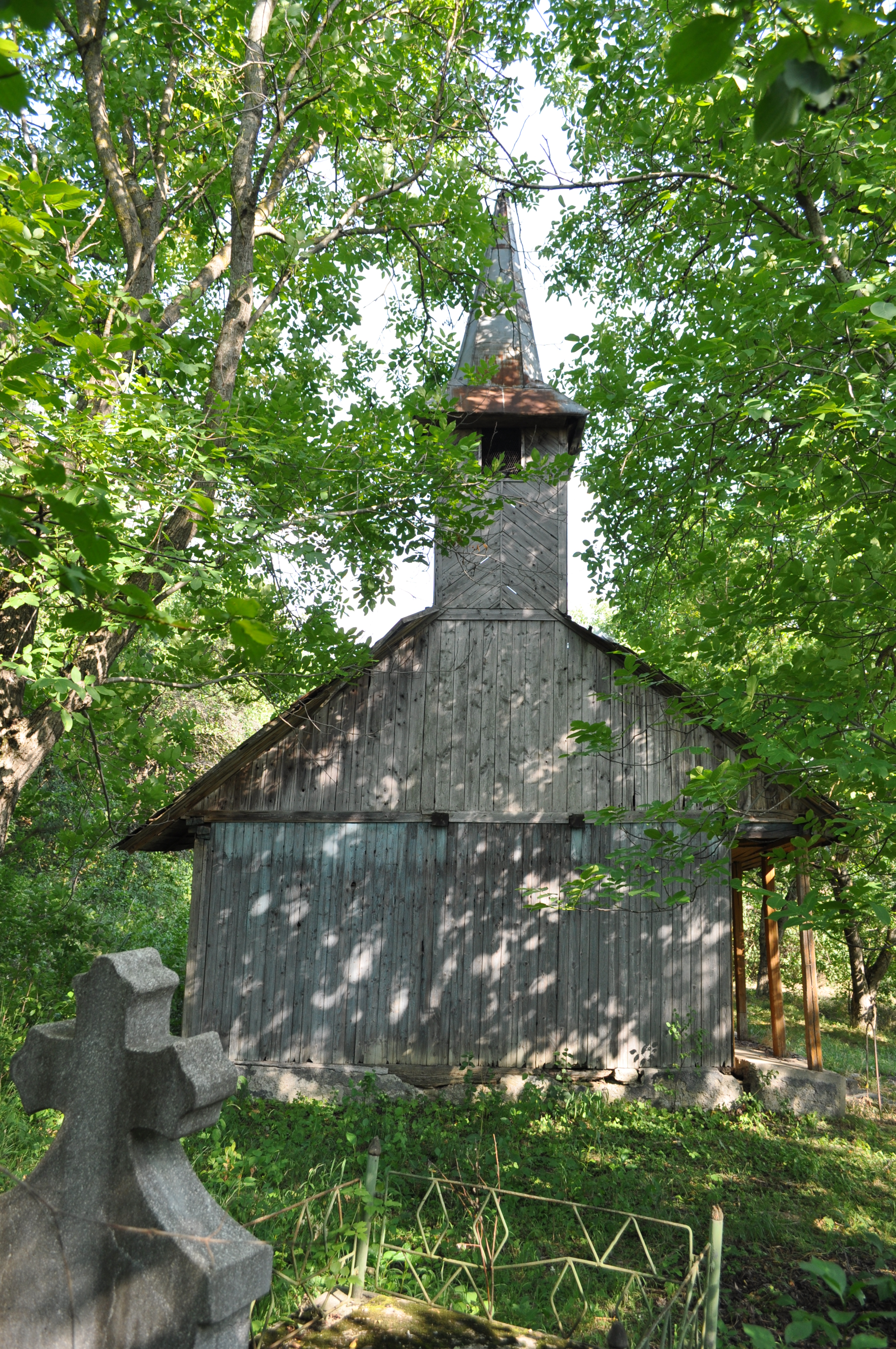
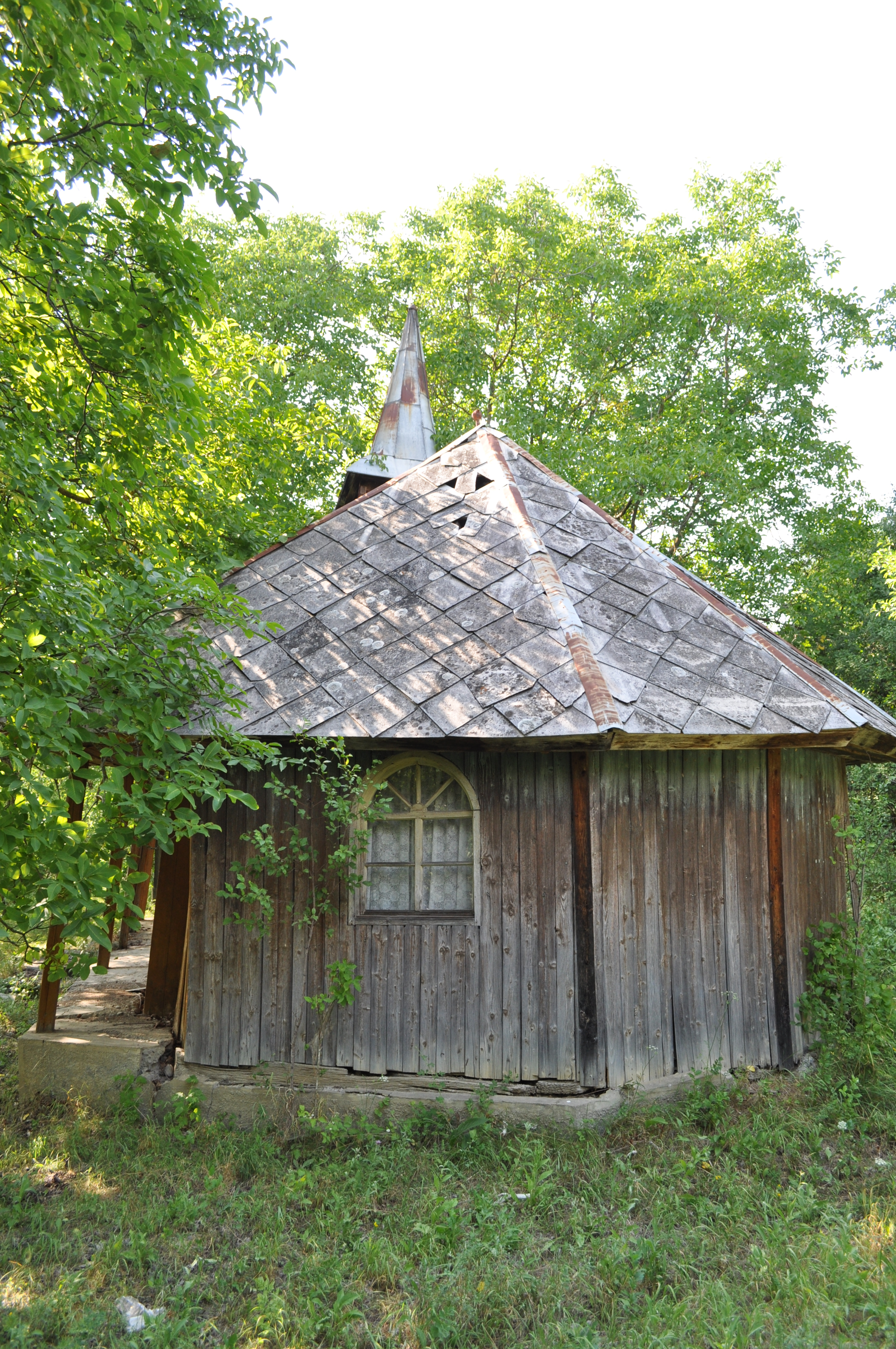
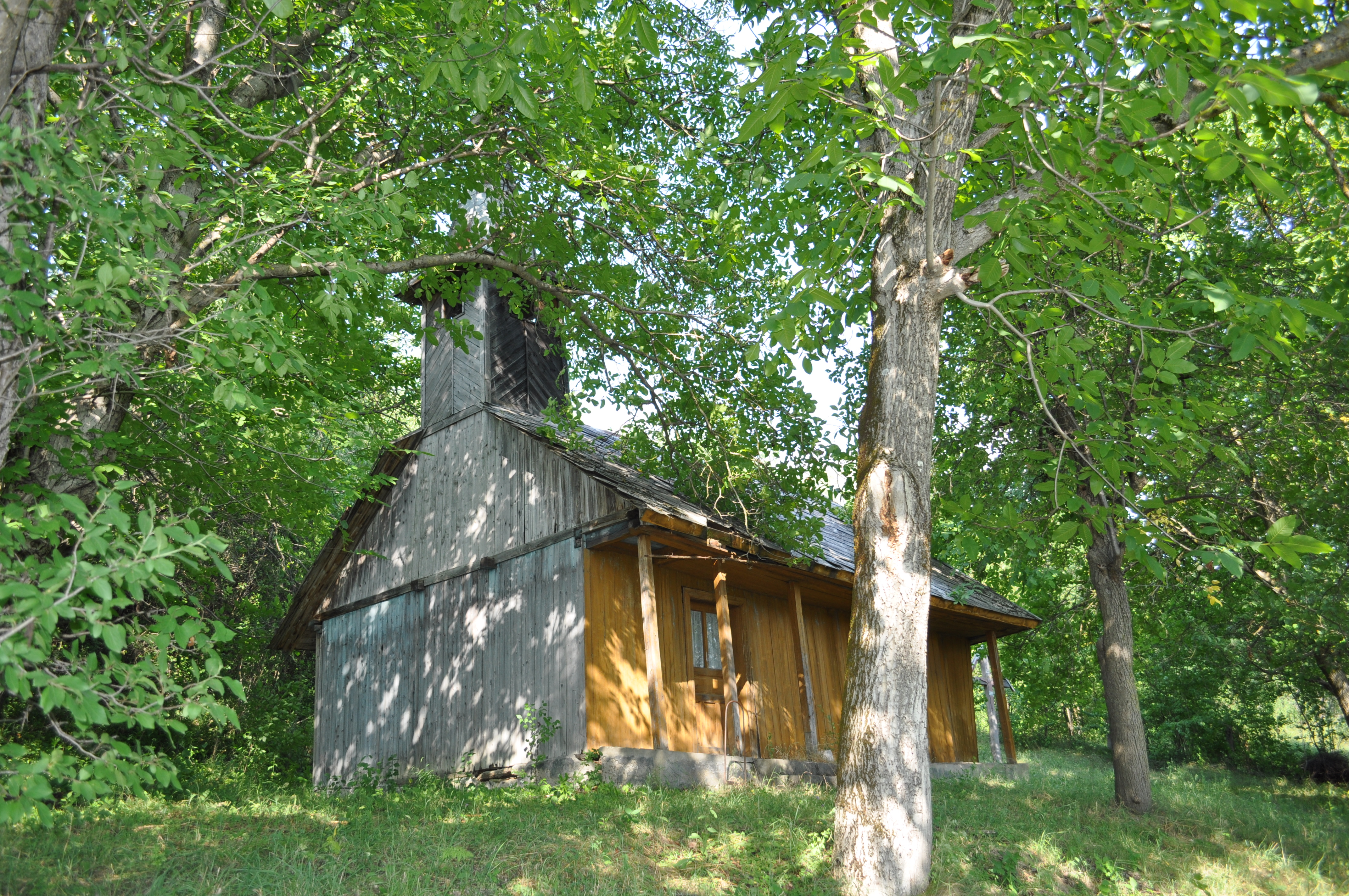
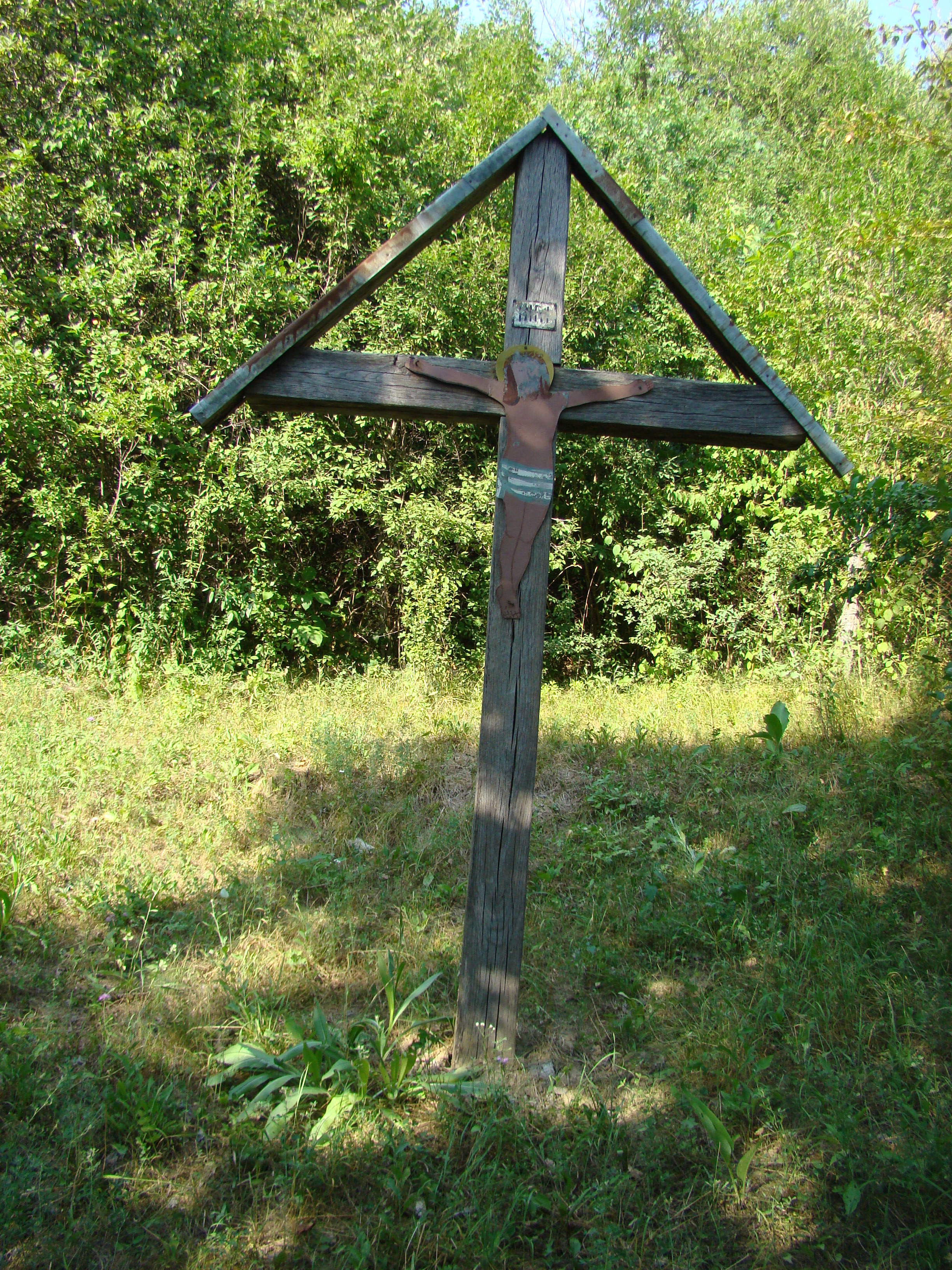

## Imagini din interior

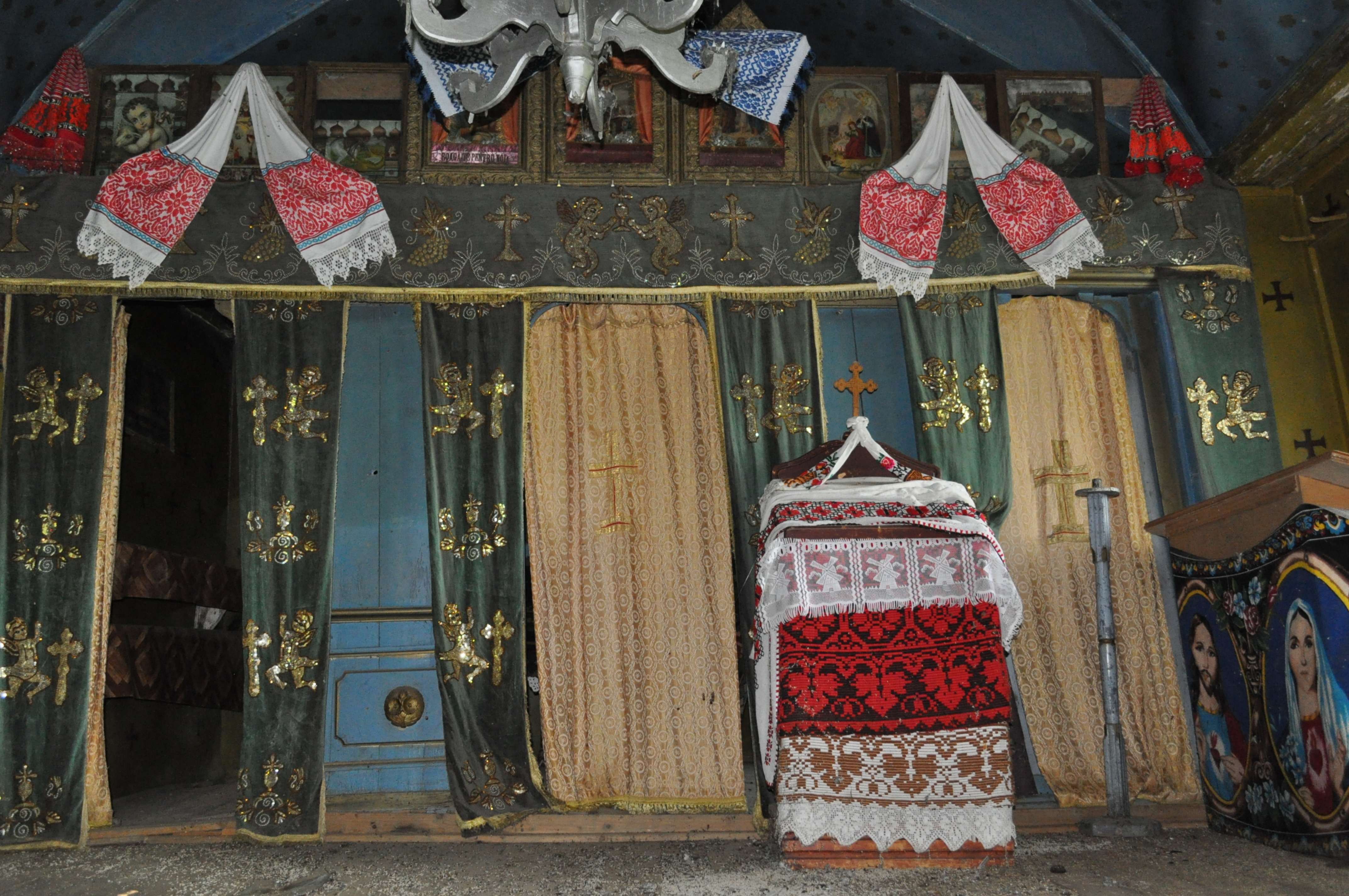
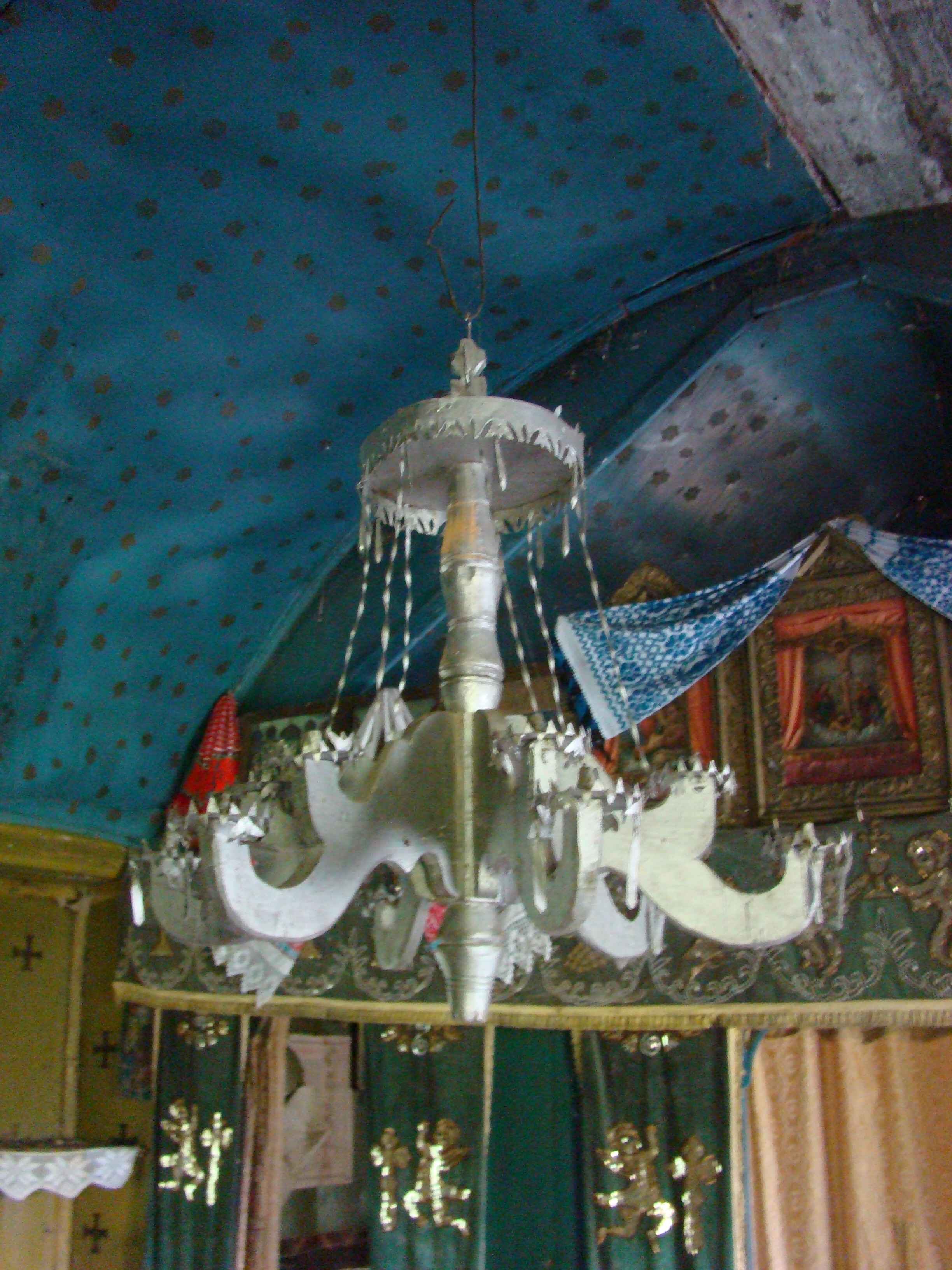
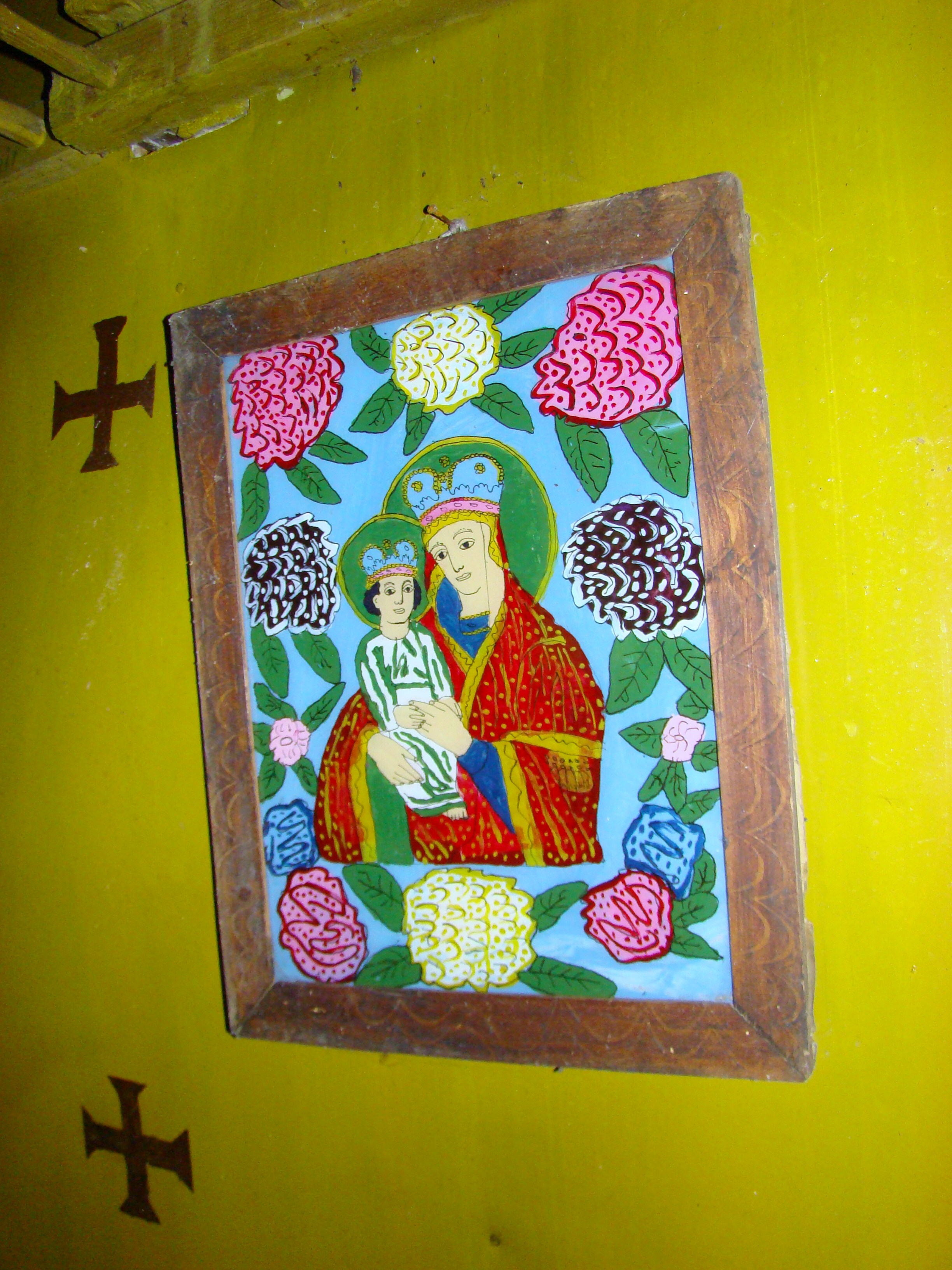
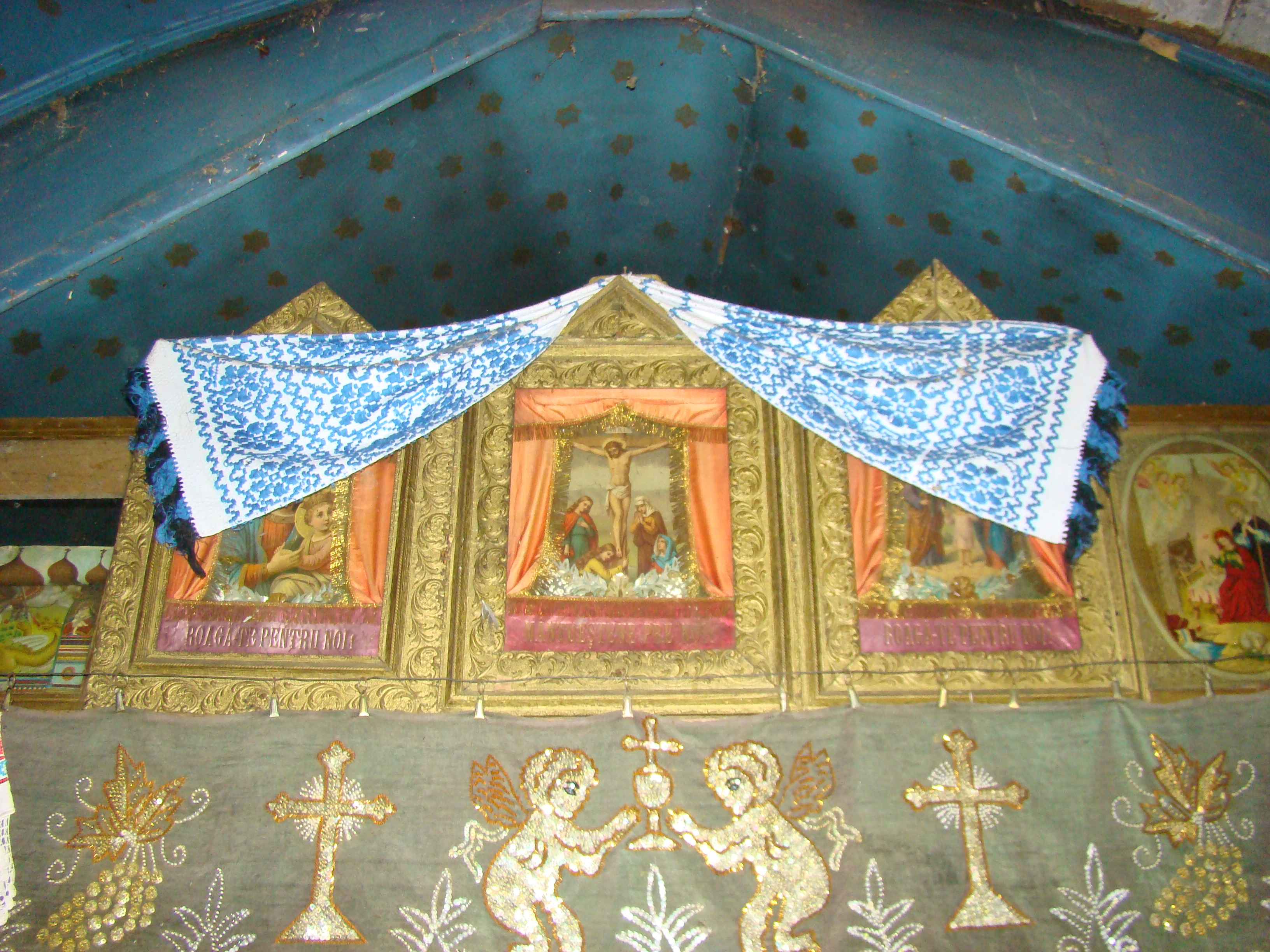
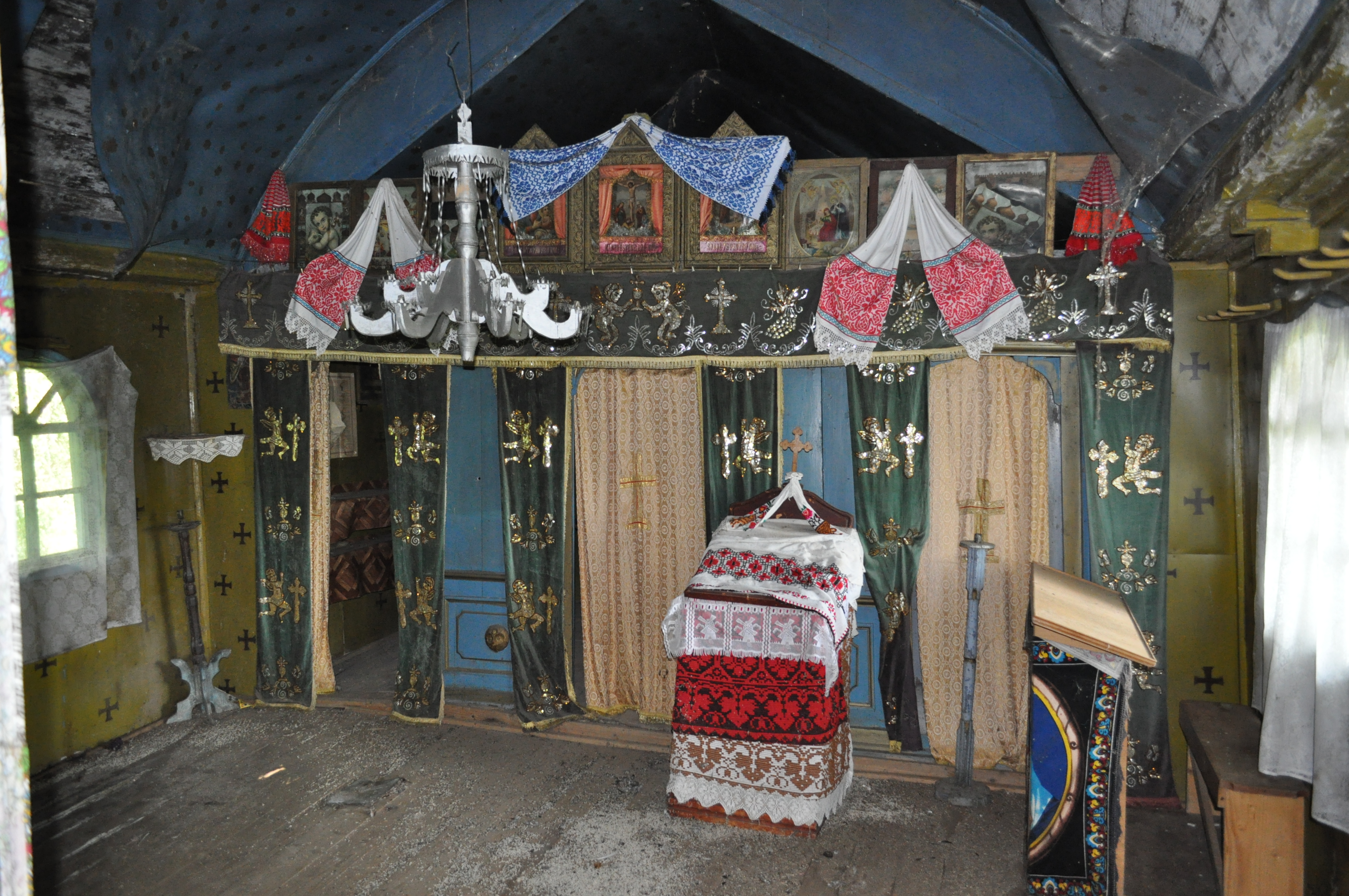
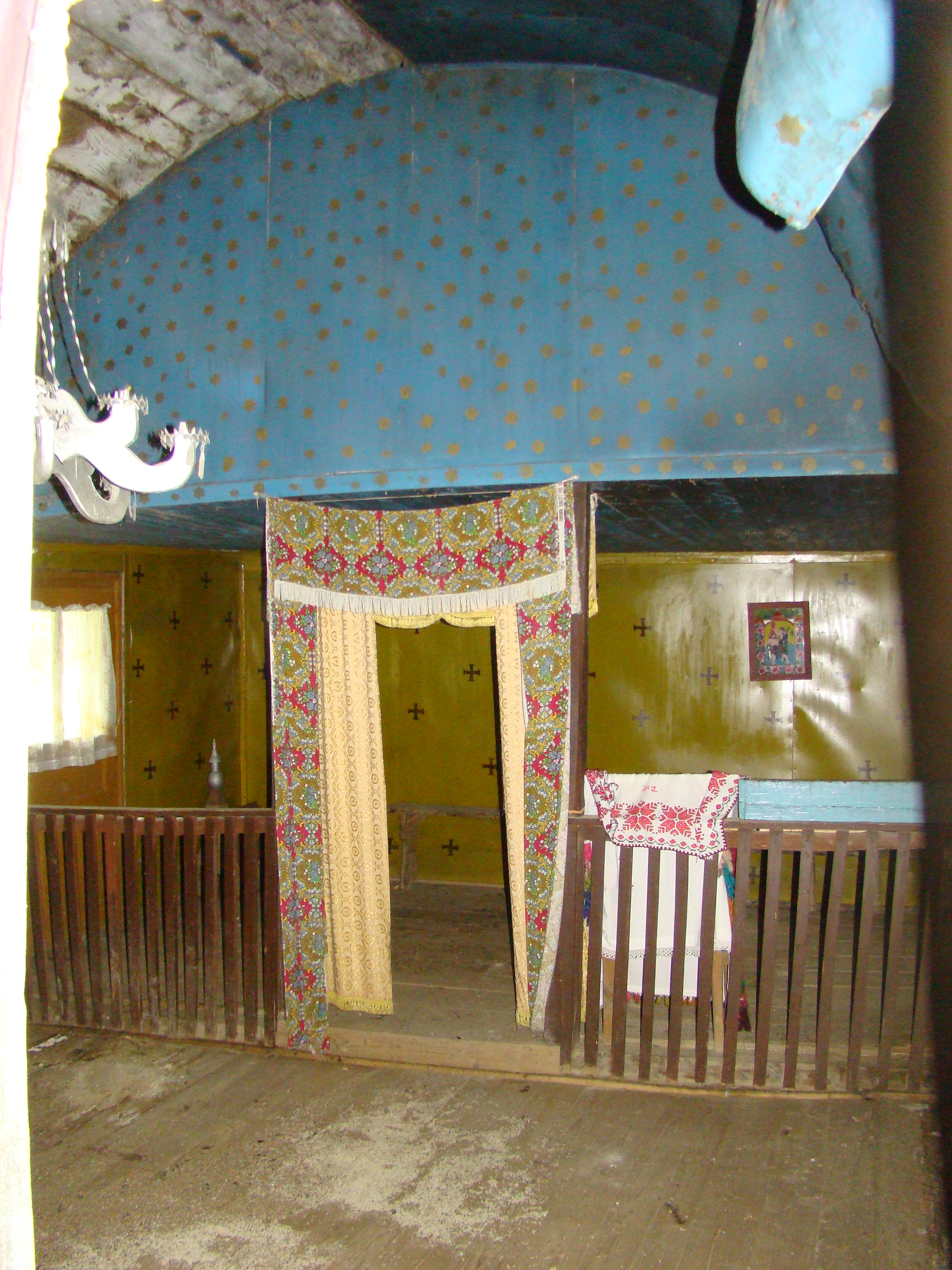
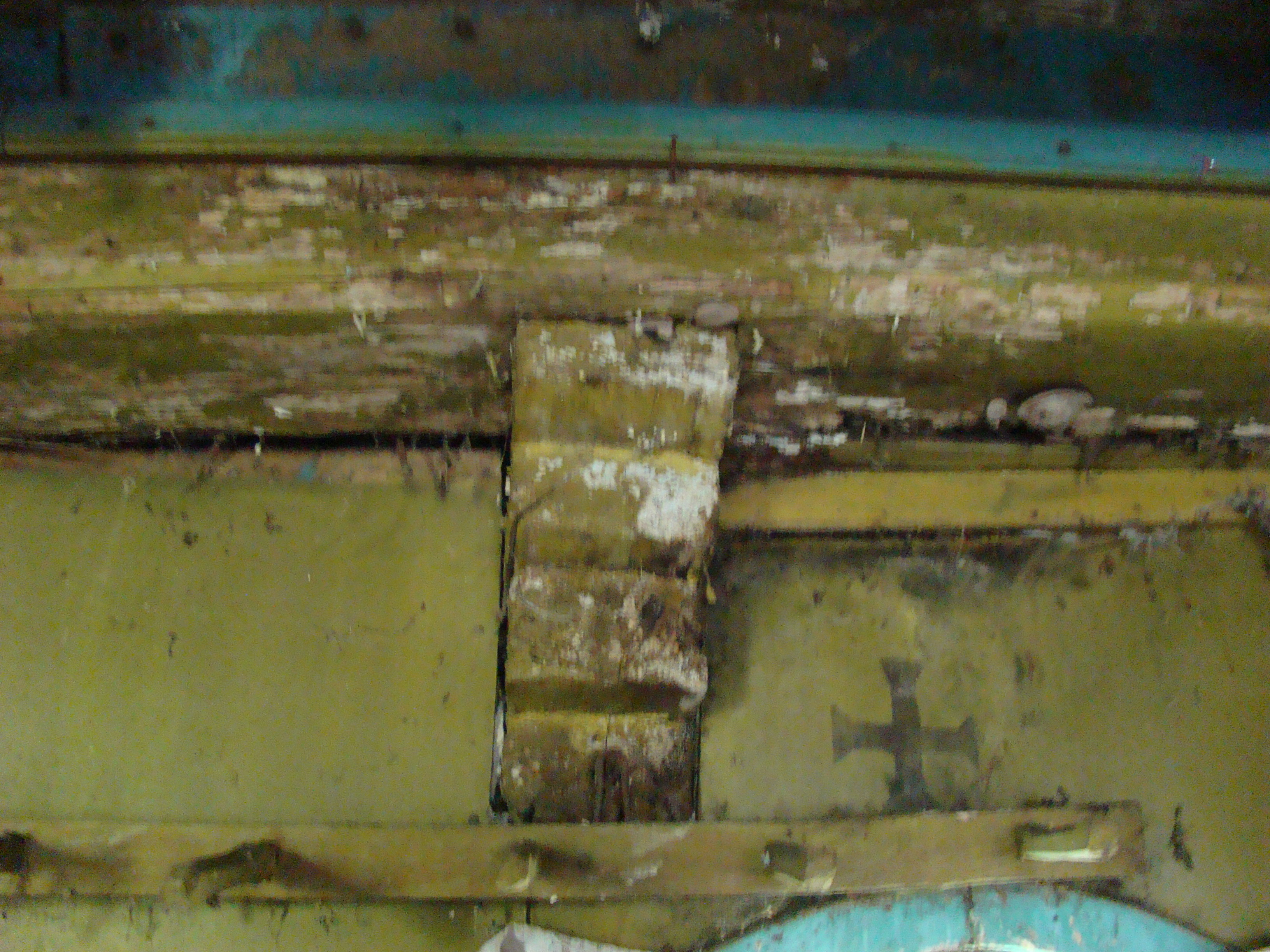
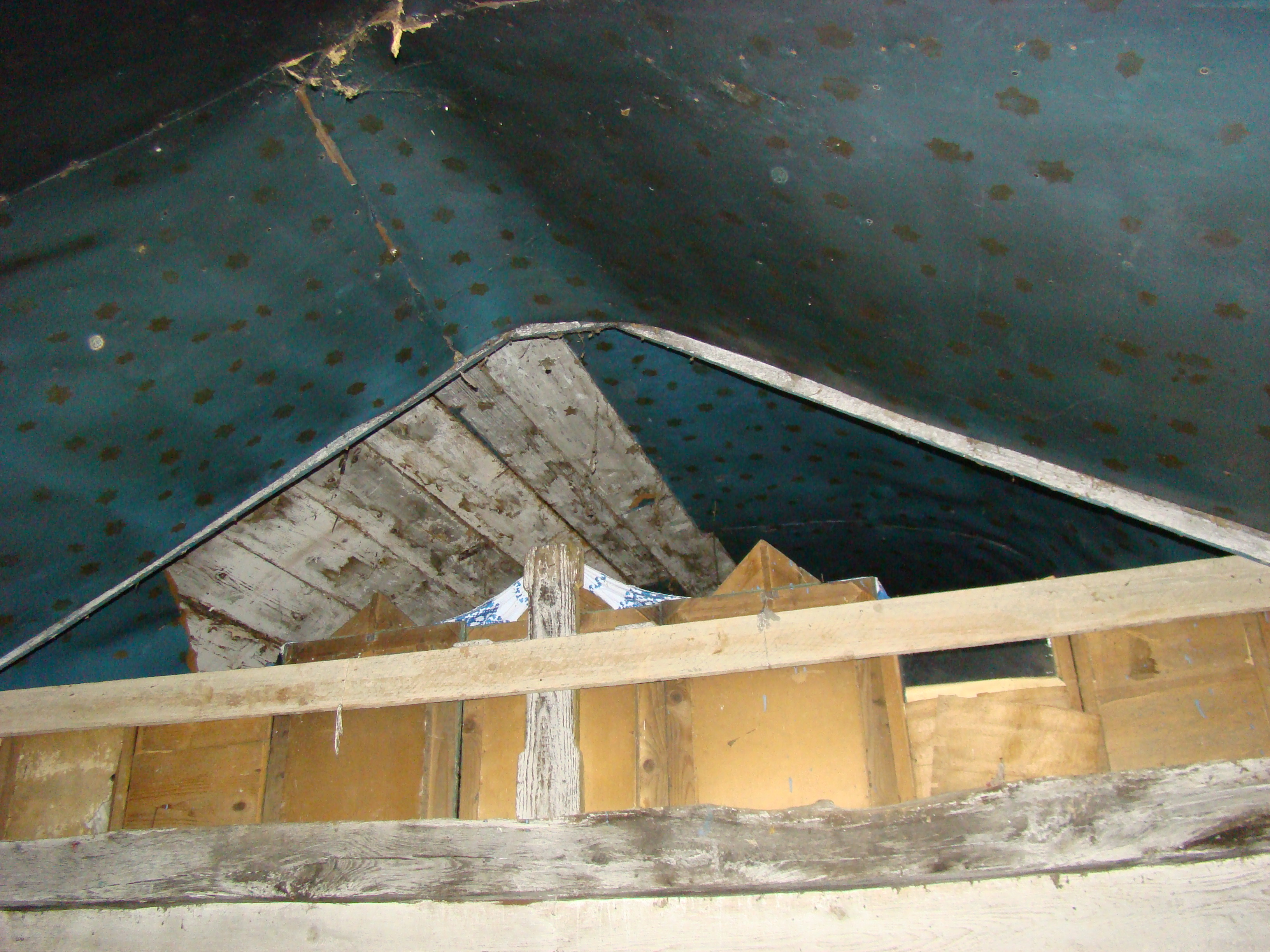
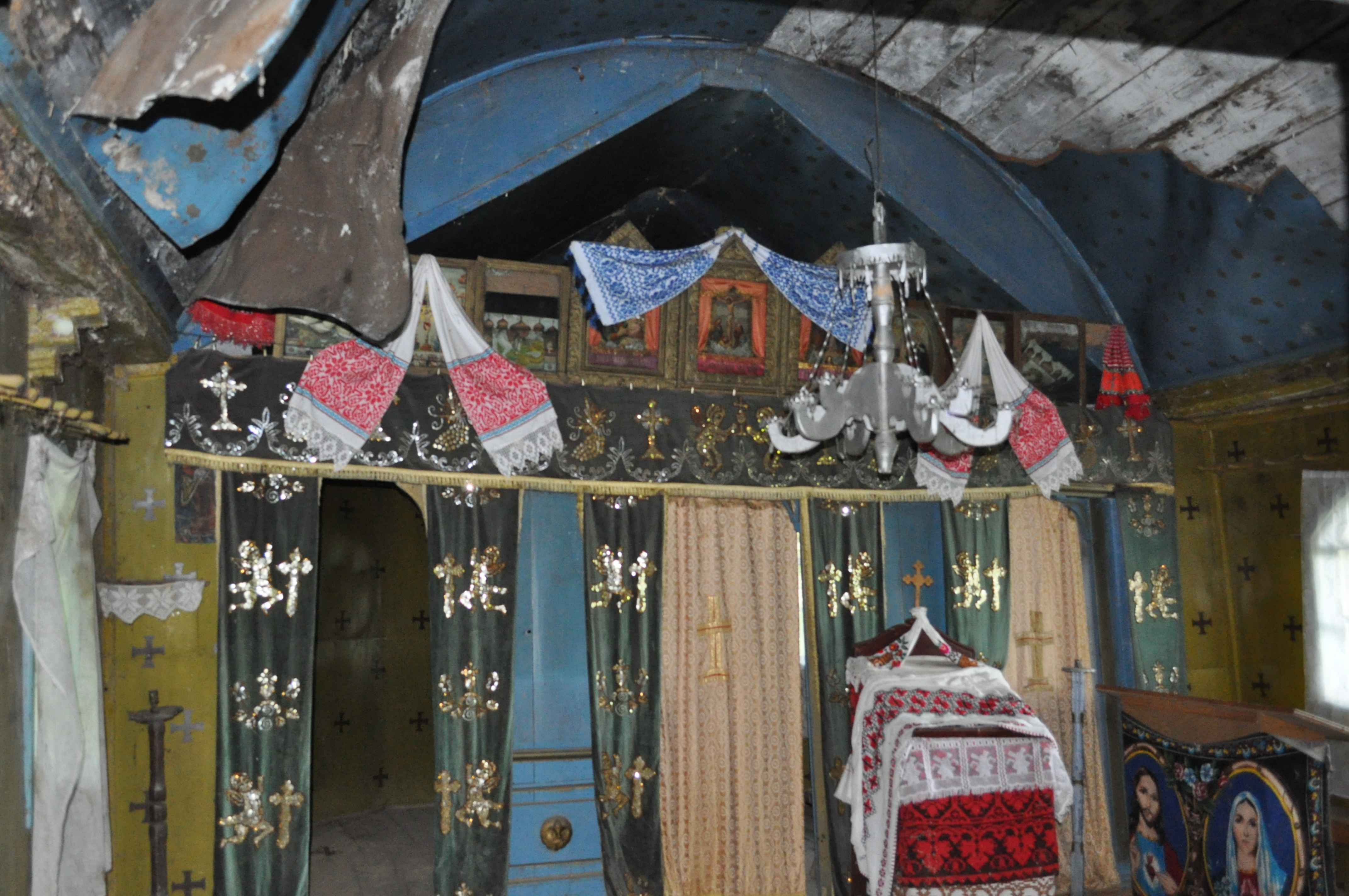
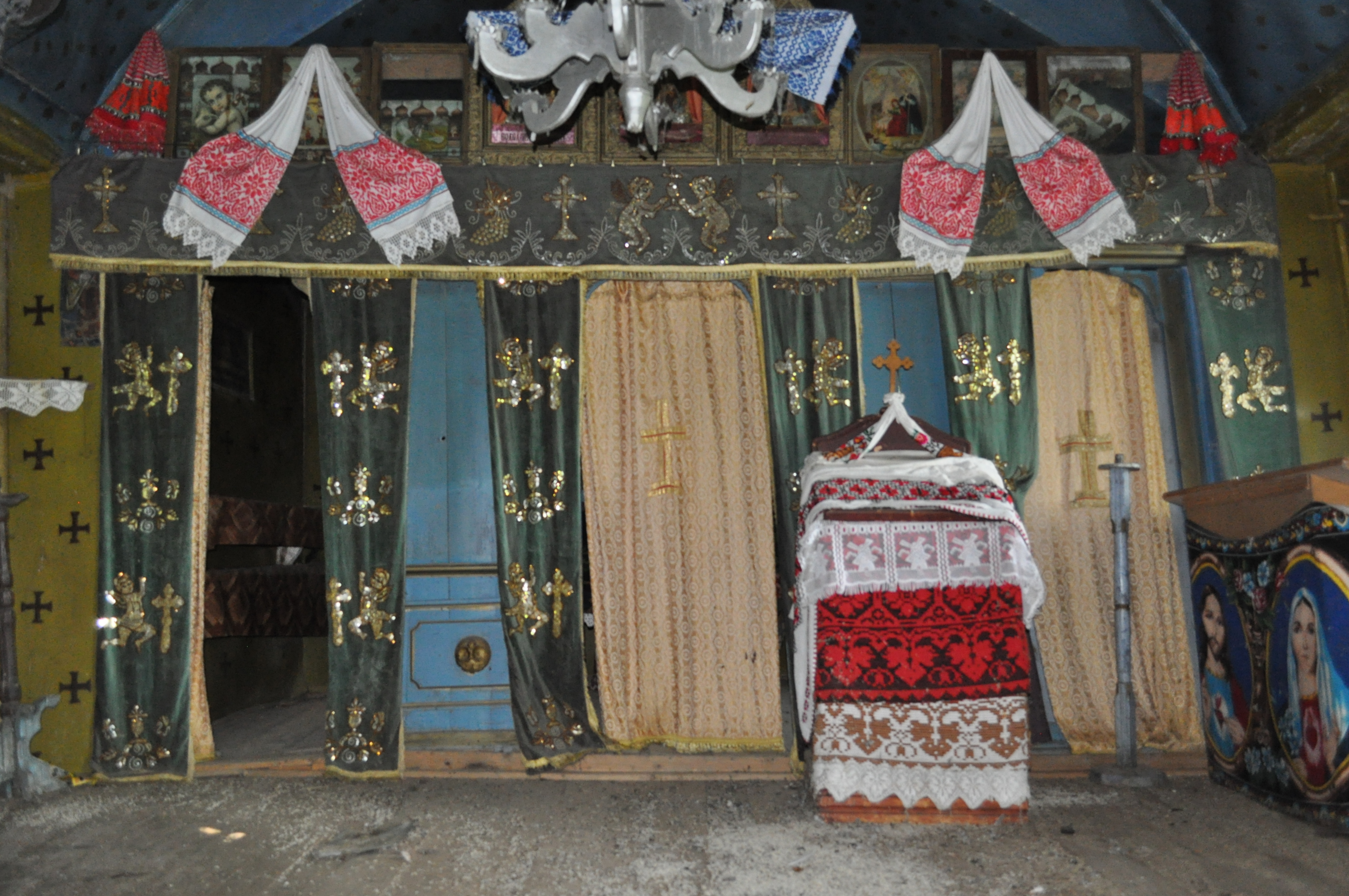
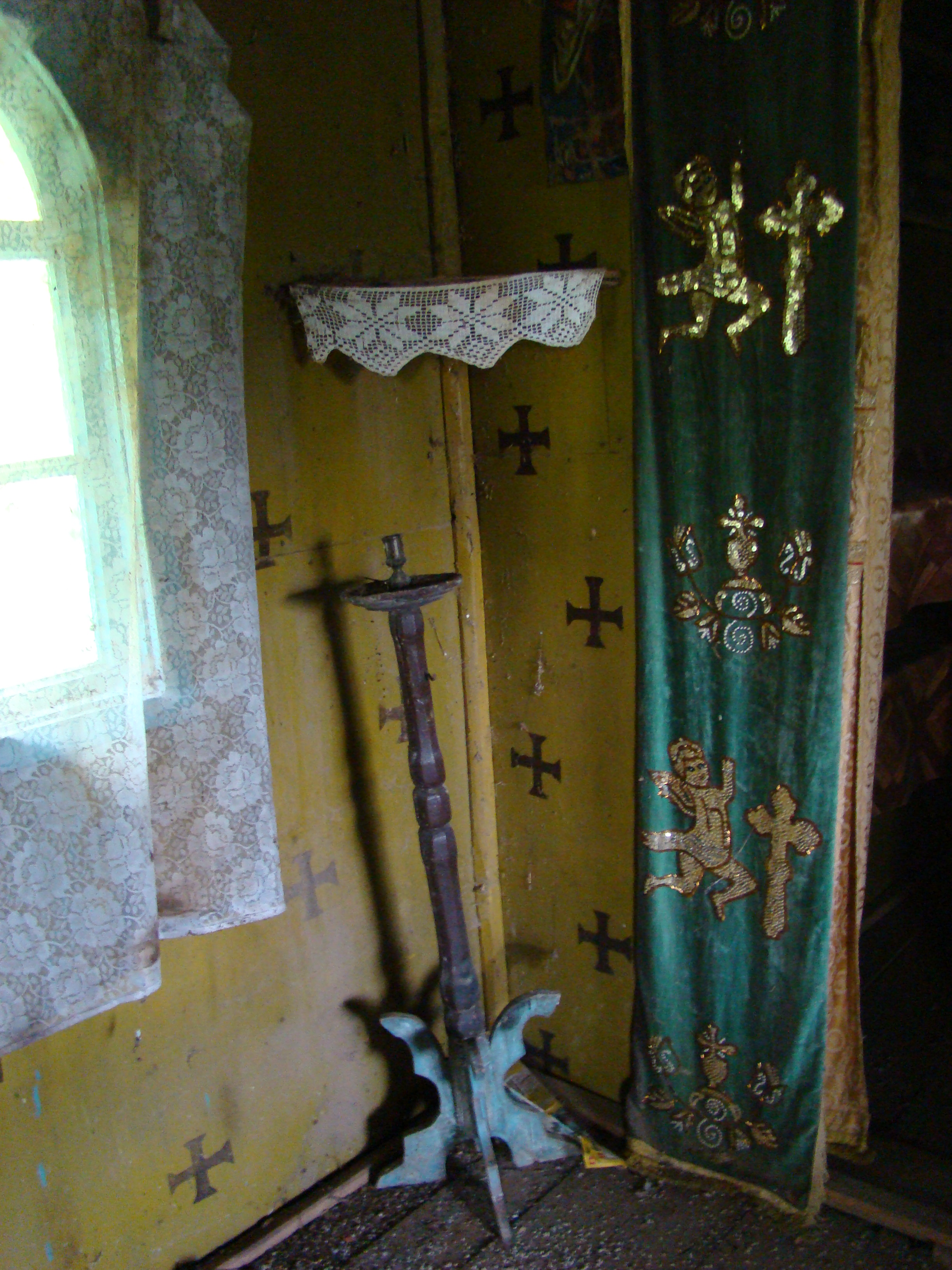
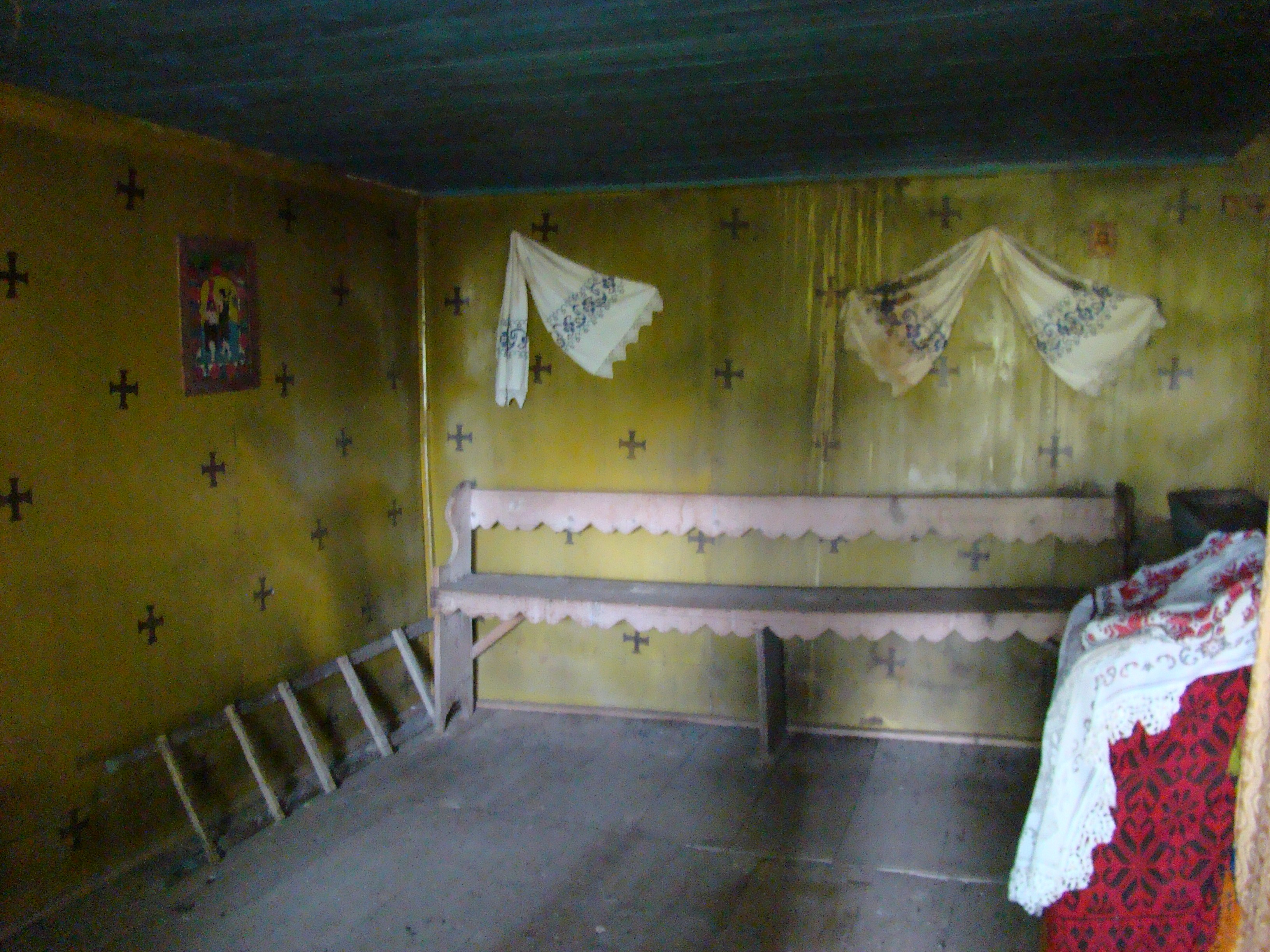